# セレッソ大阪
セレッソ大阪（、西: Cerezo Osaka）は、日本の大阪府大阪市、堺市をホームタウンとする、日本プロサッカーリーグ（Jリーグ）に加盟するプロサッカークラブ。

## 概要
1957年に創部され、以後兵庫県尼崎市に本拠地を置いて活動してきたヤンマーディーゼルサッカー部が前身となり、1995年にJリーグへ加盟した。ホームスタジアムはヨドコウ桜スタジアム 。
チーム名の「セレッソ(Cerezo)」はスペイン語で「桜」という意味。桜は日本の国花であり、大阪の「市花」で、大阪市全体を、そして日本を代表するチームになるようにという願いが込められている。
ホームタウンは加盟当初より2013年までは大阪市のみであったが、2014年に堺市が追加された。2023年には大阪府庁と地域活性化での包括連携協定を結んだ。
なお、ガンバ大阪、FC大阪などと区別するため「C大阪」（CはCerezoの頭文字）や「セ大阪」などと略記される。
エンブレムには、「桜」、水都・大阪の川をイメージした「ストライプ」、そしてグループで狩りをする「オオカミ」といったチームコンセプトが描かれている。
ユニフォームは桜をモチーフにしたピンク色が採用されており、メインカラーが同色であることは世界的に珍しい。国内ではテゲバジャーロ宮崎の他、海外ではパレルモFCやインテル・マイアミCFなどがピンクを採用している。
マスコットはコンセプトの一つである狼の「ノブレ・バリエンテ・アッチェ・ロビート・デ・セレッソ」（愛称ロビー。"高貴で勇敢な、由緒あるセレッソ家のオオカミの息子"という意味がある）。2008年より、ロビーの母親として「エレガンテ・エスプレンディーダ・マダマ・ロビーナ・デ・セレッソ」（愛称マダム・ロビーナ、「優雅で華麗な、由緒あるセレッソ家の“オオカミの令夫人”」という意味）が加わった。
かつては上位争いをした翌年にJ2に降格した事が3度あったが、2017年以降はJ1に定着し安定した成績を残している。
2020年のシーズンオフから選手との契約年数の公表を始めた。契約年数の公表は日本サッカー界において当時は前例の無い事であり、その後、他クラブも始めた。
所属期間中に最もゴールを決め、人柄の良さもクラブカラーに影響を与えた象徴的な選手である森島寛晃が着用した背番号8番は特別な番号とされている。この番号を着用した歴代の5人全員がワールドカップに出場している。また、2番目に多くゴールを決めた西沢明訓が着用した背番号20番も特別視されている。

## 歴史

### 前身
前身は1957年創部のヤンマーディーゼルサッカー部。兵庫県尼崎市に本拠地を置き、日本サッカーリーグ(JSL)で4回、JSLカップで2回、天皇杯で3回それぞれ優勝した。

### 1993年 - 1994年(ジャパンフットボールリーグ)
- 1993年 - ヤンマーディーゼルサッカー部を母体としてセレッソ大阪が発足[1]。
  - 12月6日 - 大阪市中之島のリーガロイヤルホテルにてヤンマーディーゼル（現・ヤンマー）・日本ハム・カプコンなどの共同出資による新運営会社「大阪サッカークラブ株式会社（英語表記:OSAKA FOOTBALL CLUB CO.,LTD）」の設立と公募により決定したチーム名「セレッソ大阪」を発表。大阪サッカークラブ株式会社の初代社長にはプロ化推進室長だった鬼武健二が就任。
- 1994年 - パウロ・エミリオが初代監督に就任。
  - 3月8日 - 兵庫県神戸市の神戸市立中央球技場（現：御崎公園球技場）にウルグアイのCAペニャロールを迎えてC大阪としての旗揚げ戦を行う。結果は 0-0 の引き分け。
  - 10月20日 - ジャパンフットボールリーグ(現在でいう旧JFL)の最終節前、準ホームスタジアムであった、兵庫県尼崎市の尼崎市記念公園陸上競技場で行われた、中央防犯藤枝ブルックス（現：アビスパ福岡）戦で延長後半12分に見崎充洋が決勝ゴールを挙げて勝利して2位以内が確定。
  - 10月23日 - 最終節、コスモ石油四日市FC戦を勝利しジャパンフットボールリーグ優勝を決めた。
  - ジャパンフットボールリーグ王者として望んだ天皇杯では、前年に開幕したJリーグ王者のV川崎、浦和、横浜MらJリーグ勢を破る波乱を巻き起こしたが、決勝でベルマーレ平塚に敗れて準優勝の成績を残した。

### 1995年 - 2001年(J1)
- 1995年 - Jリーグに加盟[1]。
  - 森島寛晃がベストイレブンを獲得。
- 1996年 - 成績不振によりエミリオが監督を辞任。後任にコーチだった楚輪博が監督に昇格。
  - 7月3日 - ナビスコカップの福岡戦で8得点。チーム最多得点記録。
  - 7月27日 - 大阪長居スタジアム（長居）が改修終了。それに伴いC大阪のホームスタジアムも長居第2陸上競技場から長居へ変更。こけら落しとしてブラジルのボタフォゴFRと親善試合を行った（1-3で敗戦）。
  - 5月11日から10月2日 - リーグ戦で5か月間10試合に及ぶ連敗を記録。チーム連敗最長記録。
- 1997年 - 監督にクルゼイロEC元監督のレヴィル・クルピが就任。カプコンが出資から撤退。
- 1998年 - 松木安太郎が監督に就任。リーグ戦では34試合中13試合で3失点以上を喫した。韓国代表の黄善洪が入団。
  - 4月15日 - 長居での磐田戦で 1-9 の敗戦。チーム最多失点記録。
  - 8月8日 - 長居での柏戦で 5-7 の敗戦。
- 1999年 - レネ・デザイェレが監督に就任。
  - 黄善洪が得点王とベストイレブンを獲得。
  - 12月 - 天皇杯を前にレネが監督を辞任し、戦術面を担当していた副島博志が監督代行としてチームを指揮。
- 2000年 - 副島が監督に就任。韓国代表の尹晶煥が入団。
  - 1月29日 - 大阪サッカークラブ株式会社の代表取締役社長が前任の鬼武健二から藤井純一に交代。鬼武は会長に就任。
  - 1月31日 - ドイツ・ブンデスリーガのバイエルン・ミュンヘンと3年間のアドバイザリー契約を結ぶ。3年後の2003年からは単年契約となったが2005年を最後に契約を満了。以後バイエルン・ミュンヘンは浦和と業務提携を結んだ。
  - 3月30日 - 大阪市議会において大阪市によるC大阪への1千万円の出資が承認。
  - 5月27日 - 西澤明訓と森島寛晃の軸を中心に西谷正也と盧廷潤のサイドアタックでリーグを席巻。あと1勝で1stステージ優勝だったが、最終節で残留争いで15位の川崎にVゴールで敗れ、ステージ優勝を横浜FMにさらわれた。
  - 森島と西澤がベストイレブンを獲得。シーズン終了後、西澤がリーガ・エスパニョーラのRCDエスパニョールへ移籍。
- 2001年 - 1stステージは勝点11、最下位東京Vと勝点差1の16チーム中14位。
  - 7月27日 - 強化担当だった大西忠生が成績不振を理由に副社長を辞任。
  - 8月20日 - 2ndステージ開幕2節でいずれも4点差の大敗を喫し、1stステージ最終節から通算3連敗、年間通算勝点で最下位転落となった後、副島が成績不振を理由に監督を辞任（事実上の解任）。後任にジョアン・カルロスが就任するも、第7節まで8連敗。
  - 11月3日 - 2ndステージ第12節FC東京戦に敗れ、残り3試合で年間勝点14位の横浜FMとの勝点差が11となりJ2降格が決定。カルロスが監督を辞任。後任にはコーチだった西村昭宏が監督に昇格。
  - 天皇杯は決勝へ進出したが、清水に延長の末2-3で敗れた。なお、J2降格決定から天皇杯の準決勝まで7連勝（延長Vゴール勝ち2試合を含む）であった。

### 2002年(J2)
- 2002年 - 2002 FIFAワールドカップの代表選手として森島寛晃・西澤明訓・尹晶煥らが選出された。
  - 11月16日 - 第43節の新潟戦に3-0と勝利して、J1復帰が決定。最終順位は2位。

### 2003年 - 2006年(J1)
- 2003年 - 1stステージは5位。2ndステージに入ると白星が遠く、2001年にJ2降格が決まってから指揮を執っていた西村がシーズン途中で解任。シーズンの残りはヘッドコーチだった塚田雄二が監督を務め、天皇杯は3度目の決勝進出を果たすが、磐田に敗れ、準優勝。
- 2004年 - 監督就任が決定していたナドベザ・ペーターが狭心症の発作のため来日不可能となり、練習開始前日に直前にナドベザとは旧知の仲だったフアド・ムズロビッチが急遽監督に就任したが、準備不足やクラブとの方針の違いもあり、公式戦3試合（リーグ戦2試合・カップ戦1試合）のみで解任される。後任にはヘッドコーチだったアルベルト・ポボルが昇格したが守備が崩壊。1stステージ最終節で最下位争いをしていた柏にホームで惨敗し、最下位でステージを終えたことが決定打となりアルベルトも解任となった。2ndステージからは前年まで大分の監督だった小林伸二が指揮を執り、西村から数えて1年足らずで5人が監督を務める異例の事態となった。2ndステージも低迷し、13節終了時点で残り2試合に1敗でもすれば年間最下位とJ1・J2入れ替え戦行きが決定するところまで追い込まれたが、14節・最終節と連勝し、最終節で柏を逆転して年間15位に浮上、J1残留が決定した。2ndステージは12位。シーズン終了後、大久保がスペインのマヨルカにレンタル移籍。

- 2005年 - 小林が監督続投。GKにG大阪から吉田宗弘を完全移籍で獲得、DFには2003年夏季ユニバーシアード優勝メンバーの江添建次郎を7クラブに及ぶ争奪戦の末に獲得に成功、テスト生出身の前田和哉も入団した。京都からFW黒部光昭、東京VからMF廣山望をいずれもレンタル移籍で獲得。外国人選手も数年続いた東欧路線から一変して、ブルーノ・クアドロス、ファビーニョ、ゼ・カルロスを獲得。
  - 当初9位を目標に掲げ、開幕は3連敗と出遅れたが、新加入の吉田、ブルーノ・クアドロス、江添が開幕からスタメンに定着、江添が第3節の大宮戦で右ひざじん帯断裂の重傷を負ったが、その穴を前田が埋め、ボランチのファビーニョや下村東美とともに守備の立て直しに成功、森島寛晃・西澤明訓・古橋達弥・黒部光昭といった当時のJ1屈指の攻撃陣と攻守の歯車がかみ合いだし、第4節の名古屋戦で初勝利を挙げると第11節の清水戦まで8試合負けなし、前半戦を6勝5分6敗で折り返した。後半戦はG大阪や鹿島、浦和などの上位チームがもたつく間に順位を上げ、第33節でG大阪を抜いて首位に立った。
  - 勝てば優勝決定、敗戦・ドローで自力優勝が消えるという状況で迎えた最終節・FC東京戦で1点リードしていたが、アディショナルタイムで同点に追いつかれ優勝は成らなかった。翌朝の朝日新聞には「長居の悲劇」との見出しが掲載された。最終順位は5位だったが、後半戦（第18節～最終節）に限れば10勝6分1敗、当時のJリーグ無敗最長記録となる16試合無敗で、天皇杯も含めれば準決勝で清水に敗れるまで20試合負けなしであった。また、この年の平均観客動員数は過去最高の1試合当り17,648人。
  - シーズン終了後、ファビーニョが家庭の事情により退団。他にも布部陽功と久藤清一を放出(ともに福岡に移籍)し、黒部と廣山のレンタル移籍契約を更新しない(黒部は浦和へ再度レンタル移籍、廣山は東京Vに復帰)など、世代交代を図る為にベテラン選手に対して大なたを振るった。
  - 吉田と古橋がベストイレブンに選ばれ、前田が優秀新人賞を獲得した。

- 2006年－ 小林体制3年目。東京Vから山田卓也を完全移籍で、河村崇大を磐田からレンタル移籍で獲得。新外国人選手ではピンゴが入団。即戦力では中盤中心の補強を行い、新加入選手では強化指定選手となっていた森島康仁が入団したのをはじめ、大学選抜で活躍した小松塁や、高校生ながら素質を見込まれてプロ契約を結んだ香川真司、クラブ最年少の16歳でトップチーム昇格を果たした柿谷曜一朗らが入団した。リーグ戦は、開幕からの4節をすべて3失点以上で負けるなどしてつまずき、8節終了時で1勝1分6敗の成績。4月18日付で小林が解任され、育成アドバイザーを務めていた塚田雄二が2度目の監督に就任した。
  - 4月22日、広島戦（アウェイ）で、FW佐藤寿人にJ新記録となる試合開始から僅か8秒でゴールを決められた（Jリーグ最速得点・失点記録）。
  - 6月15日、マヨルカにレンタル移籍していた大久保がチームに復帰した。
  - 8月13日、磐田から元日本代表MF名波浩をレンタル移籍で獲得。以後チーム状況が多少上向き、勝ち点を重ねるようになった。
  - 11月26日、大宮戦で柿谷曜一朗がチーム最年少出場記録となる16歳10か月で公式戦デビュー。
  - 12月2日、最終節で川崎に敗れ、年間17位となり5シーズンぶりのJ2降格が決定。塚田は降格の責任を取り監督辞任。後任に東京Vヘッドコーチの都並敏史が就任した。シーズン終了後に、大久保嘉人（神戸へ）、西澤明訓（清水へ）、名波浩（磐田復帰後、東京Vへ）、下村東美（千葉へ）、ブルーノ・クアドロス（退団後、札幌へ）が退団した。

### 2007年 - 2009年(J2)
- 2007年－ヤンマーサッカー部発足から創設50周年を迎えた。完全移籍で柳沢将之（東京V）を、レンタル移籍で羽田憲司（鹿島）、丹羽竜平（神戸）を獲得。逆にレンタルさせていた濱田武（鳥栖）と千葉貴仁（札幌）、小松塁（長崎）を復帰させ、新人では立命館大学から阪田章裕、外国人選手ではブラジルからアレーと韓国ユニバーシアード代表の金信泳を獲得。
  - 主力選手が移籍したことで、若手選手が必然的に出場機会を得た。
  - リーグ戦は開幕3連敗でスタートし、第4節の京都戦で初勝利を挙げた。第12節の草津戦で柿谷がJ2最年少記録となるゴール（17歳3か月）を決めるが、森島寛晃が原因不明の首痛に悩まされるようになり戦列を離脱した事や、一気に若返った選手の適性を見極める為、戦力を使い回す試行錯誤をしていて勝ち点が延びず、第14節終了時点で4勝3分6敗でJ2の9位という成績であった。
  - 5月7日付で監督の都並、コーチの藤川孝幸、GMの西村昭宏を解任し、後任に元監督のレヴィー・クルピが監督に就任した。就任当初は1勝3敗と負けが先行したが、第19節の試合なし期間を活用した淡路島ミニキャンプで戦術を浸透させ、メンバーも小松塁をFWのスタメンに抜擢、香川真司をサイドに、ゼ・カルロスと柳沢将之を左右のSBに固定するなど、それまでの使い回しから一変した選手起用を実施。これが功を奏して第20節からは4連勝。第2クール終了後には、比較的戦力に余裕のあったFW陣から金信泳を鳥栖へレンタル移籍させ、空きができた外国人枠を活用して、ボランチを強化するためにクルピの肝いりでジェルマーノを獲得した。その後第3クールでは9勝3敗のリーグ1位の成績を残したが、第1クールでの出遅れと、京都（2勝2分）以外のJ1昇格争いを繰り広げた上位チームに大きく負け越した（札幌と仙台には1勝3敗、東京Vと湘南には1分3敗）事が響き、J2・5位に終わった。
  - 昇格を逃したものの、FWに抜擢されて12ゴールを挙げた小松をはじめ、香川・森島康・柿谷が世代別代表に選出されて国際大会で活躍。しかし、その森島康や柿谷でもレギュラーではなく、彼らより先にU-23代表にも選出され、当初スタメンで出場していた苔口卓也に至っては、クルピ就任以後ベンチ入りする機会すら限られるなど、チーム内競争は激しさを増し、戦力の底上げがなされた。

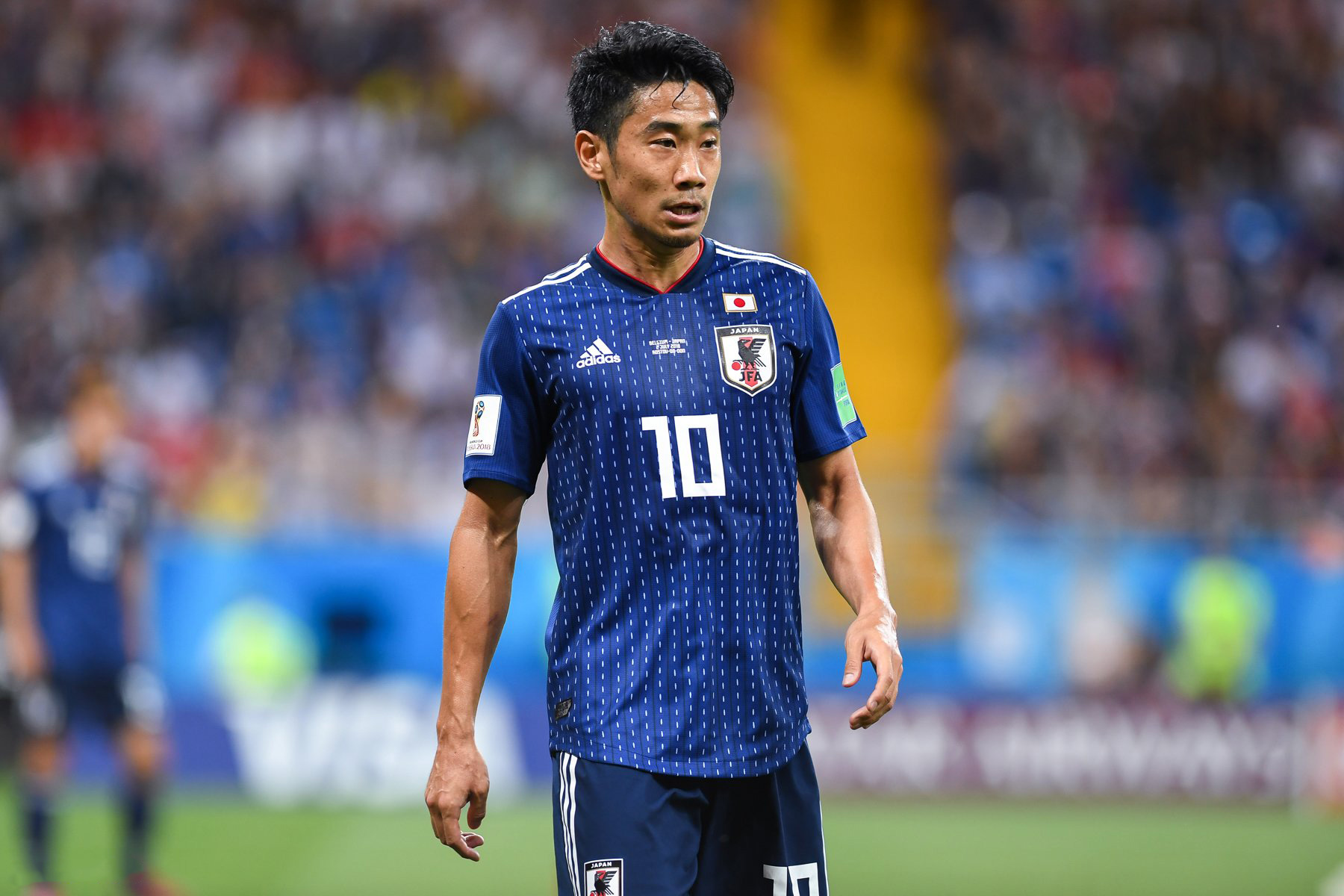
香川真司

- 2008年－吉田宗弘が福岡に完全移籍、苔口卓也が千葉にレンタル移籍した。補強はGKに川崎から相澤貴志をレンタル移籍で獲得、退団したゼ・カルロスの後任となる左SBに湘南から尾亦弘友希を完全移籍で獲得、FWにカレカをレンタル移籍で獲得した。また前田和哉がキャプテンとなった。
  - 開幕は水戸に勝利し、久々の開幕戦勝利を収めた。
  - 5月は前月末の愛媛戦から数えて、負けなしの7連勝を飾り2位に浮上。
  - 6月は怪我人と出場停止選手が続出。1勝1分4敗の成績。
  - 7月も1勝1分2敗と勝ち点を伸ばせないまま終わる。
  - 8月は2勝1分2敗と浮上の兆しが見えてきたに思われたが、本間勇輔がスタジアムマスターに就任し、新たなアンセムを作曲した9月も低迷のまま終わり、10月、上位争いをした3位の仙台との直接対決に敗れた時点で勝ち点8差がつけられていた。
  - 11月に入りC大阪が3連勝した一方、仙台は2分1敗と不振に陥った為、勝ち点差を1にまで縮めて最終節を迎えた。C大阪は愛媛に勝利を挙げたが、仙台も勝利したために逆転ならず、4位となりJ1昇格はならなかった。
  - 香川が日本五輪代表に選ばれ3月のアンゴラA代表との試合の際に見せたプレーが日本代表監督である岡田武史の目に止まり、香川は平成生まれとして初の日本代表に招集された。C大阪からは大久保嘉人以来4年ぶりの代表選出。香川はキリンカップ・コートジボワール代表戦でデビューし、ワールドカップ3次予選の2試合に出場。香川は8月に行われる北京オリンピック日本代表にも選ばれた。
  - シーズン途中に、名古屋から青山隼、横浜FMから乾貴士、新人の白谷建人を含めて世代別の日本代表の経験がある選手を多く獲得。これはクルピの方針で『C大阪に移籍して、さらに成長する可能性のある選手』を獲得する傾向にある。一方でチームにフィットしなかったカレカを解雇し、出場機会が激減した森島康をレンタル（シーズン終了後に完全）移籍で大分に放出した。
  - この年を最後に森島寛晃が現役を引退。

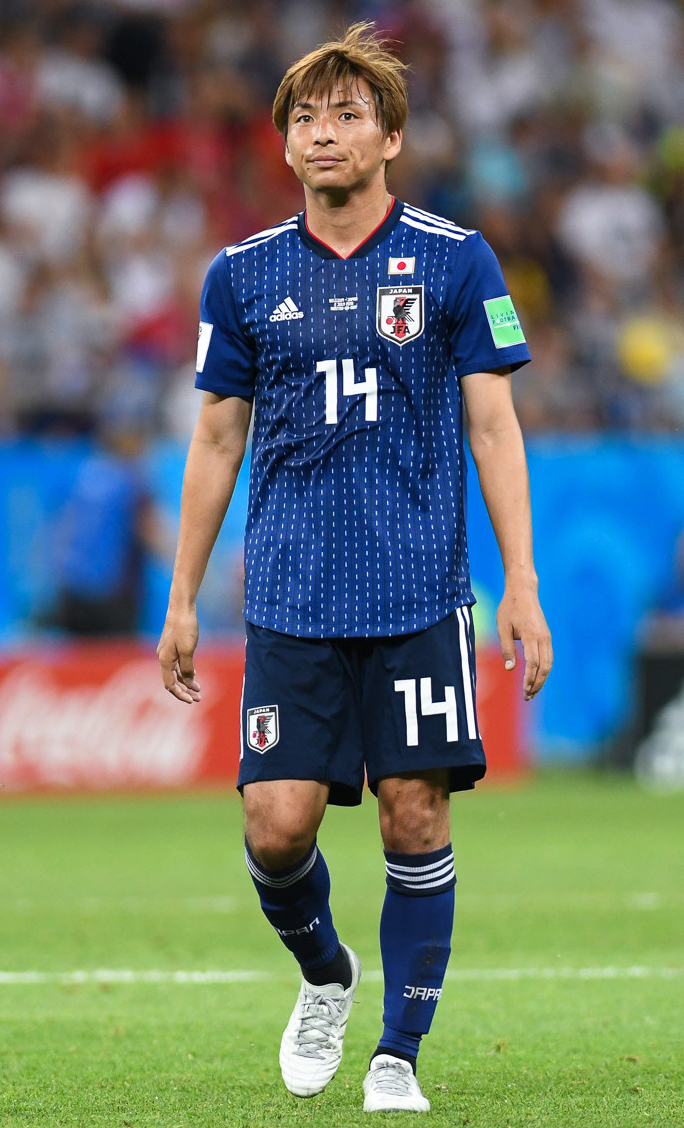
乾貴士

- 2009年－ジェルマーノ、古橋達弥、山本浩正、柳沢将之などが完全移籍で去り、相澤貴志、丹羽竜平、青山隼がレンタル終了、レンタル移籍中の森島康仁や宮本卓也も完全移籍する。しかし、レンタル移籍で加入していた乾貴士、羽田憲司、平島崇が完全移籍に移行し、小松塁、香川真司などの主力が残留した。また、レンタルで石神直哉を獲得し、西澤明訓が清水から復帰した。外国人選手では前年途中加入し、フィットしていたカイオが残留、パルメイラスからマルチネス、クルゼイロからチアゴとクラブの主力だった2選手と2007年U-20W杯韓国代表のキム・ジンヒョンを「アジア枠」で獲得。中でも新加入のマルチネスの評価は高く、「J1でもトップクラスのボランチ」とも評された。マルチネス自身、二部のクラブでプレーした経験がなく、移籍に当初は抵抗も感じたが、セレッソが本気でJ1昇格を目指しているチームであることを知り、そうした抵抗感はなくなったと語っている[11]。
  - 開幕戦となった鳥栖戦は4-1で勝利。以降、3月から4月は、4月19日の札幌戦で一敗を喫したのみであった。
  - その後も勝ち点を積み重ねるが、6月に富山と鳥栖に連敗する。
  - 7月9日、鹿島から船山祐二を獲得。船山は加入直後こそ出場機会に恵まれなかったが、終盤戦にレギュラーを獲得。マルチネス故障の穴を埋め、チームの快進撃に大きく貢献した。
  - 8月中旬から3戦連続で勝ちなしと不振に陥る。
  - 8月30日の熊本戦からは10勝3分と勝ち点を積み重ね、11月8日に草津に5-0で勝利をおさめ、J1昇格が決定。同時に勝ち点100越えを達成した。J2で勝ち点100以上を達成したチームは川崎、広島に次いで3チーム目（ただし川崎は44試合、広島は42試合）。シーズンを通じて昇格圏外に落ちることはなかった。
  - 11月13日、今季3シーズンぶりにチームに復帰した西澤明訓が引退を発表。西澤は当初、右足首のコンディションが悪く、すでに清水で引退するつもりであったが、前年に引退した森島から「戻って何とかJ1に上げてほしい」と言われたこともあり、「自分の中で、J2に落としたというのは汚点だったから･･･せめて、J1に上げるためにちょっとでも力になれれば」という思いで復帰を決めた。5月20日の熊本戦で復帰後初ゴール。決して万全の状態ではなかったが、クルピ監督は西澤がチームに与えるポジティブな影響を期待し、常にベンチに置き続けた。11月8日の引退発表は、セレモニーを開催するような形を好まなかったため「あの場のノリです（笑）」と語っているが、「できれば避けたかった」という引退セレモニーはホーム最終節の岐阜戦（11月28日）の後に開催されている[12]。なお、引退後は代理人になることを目指しているが、2010年2月にはセレッソ大阪アンバサダーに就任した。
  - その後はJ2優勝を目指すが、11月22日の仙台戦(0-1)、1試合置いて12月5日の鳥栖戦(1-2)と、いずれもアウェイで後半ロスタイムに失点して敗北。シーズン2位となった（2009年J2最終節）。

### 2010年 - 2014年(J1)
- 2010年－松井謙弥（磐田…京都へのレンタル移籍期間満了）、茂庭照幸（FC東京）、上本大海、清武弘嗣、高橋大輔（大分）、播戸竜二（G大阪）、アマラウ（CRヴァスコ・ダ・ガマ）を完全移籍で、家長昭博（G大阪…大分へのレンタル移籍期間満了）、アドリアーノ（アトレチコPR）をレンタル移籍で、扇原貴宏、永井龍（共にC大阪U-18）、荻野賢次郎（峰山高校）が新加入して、レンタル移籍だった石神直哉が完全移籍となった。またキム・ボギョン（弘益大学校）とも契約したが、外国人枠の都合で大分へレンタル移籍。
  - 開幕戦は大宮に0-3で敗戦。序盤は苦戦したが、京都戦で初勝利をおさめると、鹿島を破るなど前半は8位。
  - 前半戦最終戦の5月15日の神戸戦を以て香川がボルシア・ドルトムントへ移籍。
  - 香川移籍後も、家長、清武らが彼の穴を埋める活躍を魅せ、更にアドリアーノがフィットしたこともあってチームの歯車がかみ合って好調を維持。特に前年香川と共に得点を量産した乾が香川移籍後にようやく調子を上げ、チームの柱として活躍。
  - 優勝争いに食い込み、J1過去最高の3位に入り、AFCチャンピオンズリーグ出場権を獲得。前年J2クラブがJ1昇格を果たしたその年度にACL出場を果たすのは史上初の偉業だった。
  - ナビスコカップは1分5敗でグループリーグ敗退、天皇杯は4回戦で鹿島に敗退。

- 2011年－シーズンオフに家長昭博のスペイン・リーガエスパニョーラのマヨルカへの移籍を皮切りに、2009年度キャプテンの羽田憲司（神戸）、石神直哉（湘南）、山下達也（札幌）、多田大介（鳥取）が移籍。アドリアーノ（アトレチコPR）はレンタル期間満了の上、G大阪に完全移籍。一方、大分からキム・ボギョンが復帰した他、神戸から高橋祐太郎（DF高橋大輔の実弟）を完全移籍で獲得。千葉から中後雅喜を、G大阪から倉田秋（千葉へのレンタル期間満了）を、またCRヴァスコ・ダ・ガマからホドリゴ・ピンパォンを、それぞれ期限付き移籍で獲得した。
  - 開幕戦のG大阪との大阪ダービーは1-2で敗戦。
  - 2011の布陣は1トップがピンパォンで、キム・倉田・乾の3シャドーが流動的に動く4-2-3-1に近いシステムを使う。
  - AFCチャンピオンズリーグ2011では初出場ながらグループリーグをグループGの2位で突破。5月24日のラウンド16では、G大阪とのACL史上初の大阪ダービーを1-0で制し、Jリーグ勢唯一の決勝トーナメント進出を果たす。しかし、準々決勝で全北現代に2戦合計5-9（第1戦 4-3、第2戦 1-6）で敗れ、ベスト8で敗退。
  - 8月に乾貴士がドイツ2部のVfLボーフムへ完全移籍、ピンパォンが契約満了による退団（後に大宮に入団）。これを受け、ファビオ・ロペス、FC東京よりMF大竹洋平をそれぞれ期限付き移籍にて獲得。
  - 8月20日の清水戦・9月10日の広島戦にて播戸竜二が途中出場でのハットトリックを達成。
  - シーズン終了後、「2007年から5シーズン指揮を執ってきましたが、J2からJ1へ昇格、さらにACL出場、そしてその中から数多くの選手がフル代表・五輪代表に選出され、欧州へ飛び立っていったことを考えると、セレッソにとっては一つのサイクルが終わり、節目の時がきたのではないかと思います。その間、単身で日本にいましたが、はるか遠くのブラジルにいる家族のもとへ帰る時が来たのではないか、という結論に至りました」として、監督のレヴィー・クルピが退任[13]。

- 2012年－新監督にセルジオ・ソアレスが就任。上本大海（仙台）、小松塁（川崎）、高橋祐太郎（熊本）、尾亦弘友希（福岡）が移籍、ファビオ・ロペスが退団、中後雅喜はレンタル期間満了（その後東京Vへ移籍）となったが、川崎から横山知伸、清水から児玉新、札幌から2年ぶりの復帰となる山下達也を完全移籍で獲得。徳島にレンタル移籍していた柿谷曜一朗が復帰した。また、ケンペスをレンタルで、ブランキーニョを完全移籍で獲得した。新しいシーズンのキャプテンには藤本康太が就任した。
  - 開幕戦は鳥栖に0-0のドロー。ホーム開幕戦となった大阪ダービーはブランキーニョとケンペスのゴールで2-1で勝利を収めた。
  - 3月27日、杉本健勇が東京Vへ約3か月半の期限付き移籍。
  - 清武弘嗣が7月1日付で1.FCニュルンベルクへ、キム・ボギョンが8月1日付でカーディフ・シティFCへ移籍。それに伴って外国人枠が空き、ASローマからファビオ・シンプリシオを獲得した。加えて、夏の移籍期間には枝村匠馬（清水）とヘベルチ（草津）をともにレンタルで獲得。外国人枠の関係でブランキーニョを山形に期限付きで放出した。
  - 7月27日から8月12日にかけて開催されたロンドンオリンピックの男子サッカーには、山口螢、扇原貴宏、東京Vへの短期レンタルから戻ってきた杉本健勇、1.FCニュルンベルクへの移籍が決まった清武弘嗣（以上日本代表）、カーディフ・シティFCへの移籍が決まったキム・ボギョン（韓国代表）が選出された。3位決定戦で日本対韓国が実現し、上記の5選手すべてが出場した。
  - 成績不振を理由に、監督のセルジオ・ソアレスおよびコーチのデニスとの契約を8月25日付で解除。後任に、前監督のレヴィー・クルピが就任した[14]。クルピとの契約期間は2012年12月2日までだったが、就任後チームの成績が上向くと、チーム側も続投要請を行い、11月15日、新たに2013年2月1日から1年間の契約更新が発表された[15]。
  - 最終節までJ1残留を争ったが、最終節で川崎に引き分けて、J1残留を決めた。

- 2013年－G大阪と神戸がJ2に降格したことにより、関西で唯一のJ1チームとして戦う。監督は引き続きレヴィー・クルピが務め、新戦力として武田洋平（清水）、ク・ソンユン（在鉉高校）、新井場徹（鹿島）、椋原健太（東京、期限付き）、楠神順平（川崎）、ブランコ（山形からレンタルバック、旧登録名ブランキーニョ）、エジノ（UANLティグレス）が加わり、ユースからは秋山大地、岡田武瑠、小暮大器、南野拓実の4名が昇格した。後藤寛太、高橋大輔が契約満了、舩津徹也、ヘベルチが期限付き移籍期間満了で退団し、荻野賢次郎がアルビレックス新潟シンガポール、児玉新が大分、松井謙弥が徳島（期限付き）へ移籍した。昨季ともに大分へと期限付きで移籍していた夛田凌輔はJ2・群馬に、野口直人はJFL・びわこに、再び期限付きで加入した。また、2012年9月からAリーグ・パース・グローリーFCに期限付き移籍していた永井龍は、移籍期間を2013年4月30日まで延長。2013年シーズンのキャプテンは昨年に引き続き藤本康太が務める。
  - 開幕戦は、この年から新たに背番号8を受け継ぐこととなった柿谷曜一朗のゴールで、新潟相手に1-0で勝利。J1での開幕戦勝利は1999年以来、実に14年ぶりのことであった[16]。また、酒本憲幸がこの試合でJ1リーグ通算100試合出場を達成した。
  - 契約を更新せず、海外挑戦が囁かれていた村田和哉について、3月30日、正式に2013年度の契約を両者合意の上で結ばないことが発表された[17]。その後、村田は清水に加入。同じく去就が発表されていなかったキム・チャンフンは蔚山現代尾浦造船トルゴレFCへの期限付き移籍が発表された[18]。
  - 4月9日、武田洋平が右ひざ内側側副じん帯損傷で全治5週間と診断されたと発表された。第3GKだったク・ソンユンがベンチに入ることで、外国人枠の関係でブラジル人選手が3名中2名しかメンバー入りできない事態に陥り、4月11日、昨季岐阜でプレーしていた多田大介を緊急補強[19]。多田にとっては2009年以来、4シーズンぶりの復帰となった。
  - 6月10日、契約期間が6月30日までとなっていたシンプリシオの契約延長が発表された。契約期間は2013年7月1日から2014年1月1日まで[20]。
  - 7月1日に井上翔太の北九州への[21]、12日に永井龍のパース・グローリーFCへの[22]、そして26日には播戸竜二の鳥栖への期限付き移籍が発表された[23]。いずれも期間は2014年1月31日まで。
  - 7月15日、ユース出身者としてははじめて、柿谷曜一朗、山口螢、扇原貴宏の3選手が日本代表に選出された。そのうち、山口と扇原はハナサカクラブ出身者として初の選出となった。8月27日にキム・ジンヒョンが1年ぶりに韓国代表に選ばれた。
  - 膝の手術のため昨季いっぱいで退団していた高橋大輔が現役引退を決断し、7月24日、クラブの公式ホームページでも発表された[24]。
  - 7月26日、「マンチェスター・ユナイテッドツアー2013 PRESENTED BY AON ヤンマープレミアムカップ」として、セレッソ大阪とマンチェスター・ユナイテッドのフレンドリーマッチが長居スタジアムで開催された。マンチェスター・ユナイテッドの一員としてピッチに立った香川真司にとって凱旋試合となったこの一戦は、セレッソが終了間際に失点したことにより、2-2の引き分けに終わった。試合後、香川は「成長した姿を見せられてよかった」「サッカー人生のひとつの歴史になったというか、誇りに思います」などの言葉を残している[25]。
  - 10月ごろから「来季からクラブのフィロソフィーを変えるプランもある」（社長の岡野）などとして監督・コーチ陣および強化部長を総入れ替えするとの報道が流れはじめ[26]、かつてセレッソにも在籍した名波浩らの名前が監督候補として取り沙汰される中で、11月25日、監督のクルピ、ヘッドコーチのマテル、フィジカルコーチのホドウホ、強化部長の梶野智の退任（契約満了）が正式に発表された。退任の発表にあたり、クルピは「セレッソで過ごした年月を振り返ると、心あたたまる思い出ばかりです。これから先も、いつまでも私はセレッソを応援し続けます」などとするコメントを発表した[27]。結局シーズンは最後までAFCチャンピオンズリーグ2014出場権争いに絡み、第33節終了時には一旦6位に下がるも、最終節に勝利し、前節3位、4位だったが最終節で敗れた鹿島、浦和を抜いて4位でリーグ戦を終了、3位以内での出場権獲得は逃したが、天皇杯の結果次第での出場の可能性を残した。
  - 今季は、柿谷らの活躍もあり、夏ごろから人気が上昇。練習グラウンドにも若い女性が詰めかけるようになり、メディアも「セレ女」などと報じるようになった[28]。その結果、2013年シーズンは観客動員が増加し[注 1]、また次シーズンの年間シートの売り上げも、過去最高だった今季レベルにまで年内のうちに到達した[30]。
  - 第93回天皇杯全日本サッカー選手権では4回戦で鳥栖に敗れたが、天皇杯を2013年J1で2位だった横浜FMが制した為、ACLの出場権を獲得した[31]。

- 2014年－新監督に前年までFC東京監督だったランコ・ポポヴィッチが就任。北九州から武田博行、京都から染谷悠太と安藤淳、FC東京から長谷川アーリアジャスール、大分から丹野研太、関西大学から小谷祐喜が加入、期限付き移籍していた永井龍、岡田武瑠が復帰した。一方、茂庭照幸がタイ・プレミアリーグのバンコク・グラスFC、金聖基が水戸、横山知伸が大宮、武田洋平が大分へ完全移籍し、2013年シーズン中に期限付き移籍していた井上翔太、播戸竜二、夛田凌輔、松井謙弥がいずれも期限付き移籍先の北九州、鳥栖、群馬、徳島に完全移籍、小暮大器が徳島に期限付き移籍、さらに2013年シーズン期限付き移籍で在籍していた椋原健太、枝村匠馬は契約終了でそれぞれFC東京、清水に戻り、野口直人、多田大介とは契約を更新しないこととなった。1月28日、ウルグアイ代表で南アフリカワールドカップMVPのディエゴ・フォルラン、2月26日にハンブルガーSVからゴイコ・カチャルを7月31日までの期限付き移籍で獲得した。
  - 3年ぶり2度目の出場となるACLではグループリーグをグループEの2位で突破。2大会連続となる決勝トーナメント進出を果たす。しかし、決勝トーナメントのラウンド16で前年中国スーパーリーグとACLの2冠を勝ち取った広州恒大に2戦合計2-5（長居での第1戦 1-5、広州での第2戦 1-0）で敗れ、ベスト16で敗退した。
- 6月7日、カチャル本人の意向により早期契約解除が発表。柿谷曜一朗が7月16日にスイスのFCバーゼルへ完全移籍。
- 成績不振により9日に監督のポポヴィッチとヘッドコーチの契約解除が発表された。6月16日、新監督にマルコ・ペッツァイオリが就任。
- 8月11日、その柿谷の後釜として、ドイツのシュトゥットガルトを退団したFWカカウが2015年6月までの契約で移籍加入。
- 9月7日、キャプテンの山口や藤本を怪我で、日本代表の扇原と韓国代表のキム・ジンヒョンを代表招集で欠いた状態で臨んだナビスコカップ準々決勝・川崎フロンターレとの第2戦を3-2で勝った事でペッツァイオリの監督就任後初勝利を果たしたが、ヤンマースタジアムでの第1戦を1-3で落とした事で合計得点で及ばず去年に続いて準々決勝で敗退となった。
- ペッツァイオリの監督就任後もリーグ戦で全く勝てずに降格圏内に低迷。9月8日、ペッツァイオリとヘッドコーチ・カルステン・ラキースの解任及びユース監督の大熊裕司が監督に就任したが、11月29日の鹿島戦に敗れて3度目のJ2降格が決まった。06年同様、躍進の翌年に降格という屈辱を味わった。
- 昨年の躍進と人気の上昇からフロントの期待も高く、開幕前には「目指すのは優勝じゃない。観客を魅了しての優勝や！」と、優勝して当然のような広告を作り[32]、結果的に降格したため悪意あるサッカーファンの間で嘲笑の対象となる。

### 2015年 - 2016年(J2)
- 2015年－新監督にパウロ・アウトゥオリが監督に就任。玉田圭司、橋本英郎、関口訓充、茂庭照幸、椋原健太、パブロを獲得。また、中澤聡太を期限付きで獲得し、小暮大器が期限付きから復帰した。ユースからは阪本将基、沖野将基、西本雅崇、前川大河、温井駿斗が昇格。具聖潤、高正大、杉本健勇、南野拓実、金聖埈、黒木聖仁が完全移籍し、小谷祐喜、平野甲斐が期限付き移籍をした。
  - リーグ開幕から6試合負けなし（3勝3分）だったが、第7節から金沢・群馬に連敗するなど8試合で3勝5敗、第8節から19節までは、第10節終了後に一度4位になったのを除き、順位は7位以下の昇格プレーオフ圏外で推移する。第15節から9試合負けなし（4勝5分）で、第20節終了後4位に浮上してからは、プレーオフ圏内から落ちることはなく、第30節からは3位をキープしていたが、第35節、4位福岡との直接対決に敗れ4位に後退、続く第36節北九州戦では勝利したものの、試合後アウトゥオリが選手の前で辞意を表明しチームは混乱、続く5試合で2分3敗と失速したことから、11月17日、リーグ最終節を前にアウトゥオリが退任し、強化部長の大熊清が急遽監督に就任。最終順位は4位となりJ1昇格プレーオフに回ったが、決勝で福岡に引き分け。昇格プレーオフのレギュレーション（引き分けの場合はリーグ戦上位チームが勝ち抜け）によりJ1昇格は成らなかった。

こちらのページも参照。
- 2016年－大熊体制2年目。J3リーグに「セレッソ大阪U-23」が発足。スイス・バーセルから柿谷曜一朗、川崎から杉本健勇が完全移籍でチームに復帰。さらに金沢から清原翔平、鹿島から山村和也、FC東京から松田陸を完全移籍で獲得、期限付き移籍加入だった中澤聡太が完全移籍、小谷祐喜（相模原）、温井駿斗（鈴鹿）、米澤令衣（秋田）、丸岡満（ブンデスリーガ・ドルトムント）が期限付き移籍先から復帰、新外国人としてソウザ、ブルーノ・メネゲウ、リカルド・サントスを補強、ユースから岸本武流、庄司朋乃也が昇格、大学から澤上竜二、木本恭生を獲得した。一方で岡田武瑠、パブロ、エジミウソン、マグノ・クルスが退団、山口蛍がドイツ・ブンデスリーガ2部・ハノーファー、永井龍が長崎、吉野峻光が甲府、染谷悠太が京都、楠神順平が鳥栖へ完全移籍、前川大河が徳島へ期限付き移籍した。
  - 6月に山口蛍がハノーファーから完全移籍で復帰、7月にはアン・ジュンス、ベサルト・アブドゥラヒミの外国人選手2名を補強した。一方で7月に扇原貴宏が名古屋、ブルーノ・メネゲウが中国スーパーリーグの長春亜泰へ完全移籍、橋本英郎が長野、小谷祐喜が熊本へ期限付き移籍した。
  - リーグ開幕から昇格争い圏内を維持、一時は自動昇格圏内に上がるものの第22節以降は3位、第37節で清水に抜かれ4位となりそのまま4位でリーグ戦を終了。J1昇格プレーオフ準決勝は京都（J2・5位）に1-1の引き分けとなり、昇格プレーオフのレギュレーション（引き分けの場合はリーグ戦上位チームが勝ち抜け）により決勝進出、決勝は岡山を破り、3年ぶりとなるJ1復帰を決めた。シーズン終了後に大熊が監督を退任した。

こちらのページも参照。

### 2017年 - (J1)
2017年
- 2017年－新監督に元鳥栖監督でチームOBの尹晶煥が就任。新戦力として仁川ユナイテッドFCからマテイ・ヨニッチ、山口から福満隆貴、FC東京から圍謙太朗を完全移籍で、FC東京から水沼宏太を期限付き移籍で獲得、セビージャから清武弘嗣が完全移籍で復帰。ソウザが完全移籍に移行した。また、U-18から斧澤隼輝、森下怜哉、舩木翔が昇格。大山武蔵、茂木秀の高校生2名を獲得し、広島ユースから山根永遠、早稲田大学から山内寛史を獲得した。一方で、北野貴之、中澤聡太、田代有三が退団、小暮大器が愛媛、玉田圭司が名古屋、長野へ期限付き移籍していた橋本英郎が東京Vへ完全移籍、武田博行が東京V、米澤令衣が山口、池田樹雷人がタイ・リーグ・バンコク・グラスFCへ期限付き移籍、小谷祐喜（熊本）、平野甲斐（タイ・リーグ・アーミー・ユナイテッドFC）は期限付き移籍先へ完全移籍し、ベサルト・アブドゥラヒミは期限付き移籍期間満了となった。
  - 6月に庄司朋乃也が金沢へ、7月に清原翔平が徳島へ、丸岡満が長崎へそれぞれ期限付き移籍した。
- リーグ戦では第4節の鳥栖戦で初勝利を挙げる。その後、トップ下にコンバートされた山村や1トップに入った杉本の好調もあり、前半戦を首位で折り返す。8月から9月にかけては2勝1分5敗と苦しんだが、9月9日、第25節FC東京戦に勝利し、同節16位となった広島が引き分けたことで、年間順位15位以上が確定、J1昇格プレーオフにより昇格したクラブとして史上初めてJ1残留を決めた。第29節以降は5連勝し、第33節の神戸戦での勝利で3位を確定させ、翌シーズンのACL出場権を獲得した[33]。山口が2度目の、リーグ2位の22得点を挙げた杉本健勇が初のベストイレブンに選出されたほか、監督の尹が優秀監督賞を受賞した。
- ルヴァンカップではリーグ戦で控え組の選手が活躍して準決勝まで勝ち進みG大阪と決勝をかけて戦った。1stレグはホームで2-2の引き分けだったが、2ndレグでは後半終了直前の木本のゴールで2-1で勝利し、クラブ史上初の決勝進出を果たした[34]。そのルヴァンカップ決勝では杉本とソウザのゴールで川崎に2-0で勝利し、クラブ史上初の優勝を果たした[35]。
- 天皇杯でもルヴァンカップに続いて、準決勝で、ヴィッセル神戸を破り決勝まで勝ち進んだ。決勝戦では横浜FM相手に先制されるも山村と水沼の得点で逆転してクラブ初の優勝を遂げた。この優勝でルヴァンカップに続いて2冠を達成した[36]。
- 新加入の水沼宏太が大人しい選手の多いセレッソに好影響を与えた。
- 尹晶煥がシーズンを通してハードワークや守備意識を植え付け、徹底的に勝負にこだわらせた。また、ボランチを主戦場としていた山村和也のトップ下へのコンバートに成功。リードを奪えば、後半途中からは山村をCBに下げて5バックで守り切る戦い方も一貫した。失点しないことを念頭にそれまでのセレッソの弱点だった守備を改善した。
- リーグ戦は3位と関西のチームでは最高位であった。開幕時の目標は一桁順位だったが、その目標を大きく上回る順位でクラブ史上最高得点、最高勝ち点を更新する成績であった。さらにタイトル2冠、ACL出場権獲得など、プレーオフ昇格クラブとしては異例の好成績となった。

2018年
- 尹体制2年目。浦和から高木俊幸、岡山から片山瑛一、浦項スティーラースからヤン・ドンヒョン、HJKヘルシンキから田中亜土夢を獲得。また、BGパトゥム・ユナイテッドFCからチャウワット・ヴィラチャードを期限付き移籍で獲得し、前年FC東京から期限付き移籍で加入していた水沼宏太が完全移籍。関西学院大学から魚里直哉、福岡大学から永石拓海、長崎総合科学大学附属高等学校から安藤瑞季が新加入。U-18から山田寛人と中島元彦が昇格した。
- 初出場となったFUJI XEROX SUPER CUPでは、川崎に3-2で勝利し初優勝を果たした。天皇杯優勝チームが同大会で優勝するのは、2008年の広島以来10年ぶりとなった。
- 4年ぶりに出場するAFCチャンピオンズリーグ2018は、広州恒大、済州ユナイテッドFC、ブリーラム・ユナイテッドと対戦。第1節・済州戦を勝利、第2節・広州恒大戦を引き分け2試合計で勝ち点4を獲得した。第3節・ブリーラム戦では杉本や山口、柿谷やキム・ジンヒョンらを筆頭に4日前に行われた札幌戦のスタメンをいずれも帯同させずに試合に臨み2失点を喫し敗戦。ブリーラムをホームに迎えた第4節もヤン・ドンヒョンのオウンゴールなどで2点を失ったのが響き、杉本が終了間際に同点ゴールを決めて引き分けとしたのがやっと。第5節・済州戦には勝利、決勝トーナメント進出に望みを繋いだが天河体育中心体育場での最終節・広州恒大戦は怪我から復帰したばかりの清武を始め、杉本や山口、柿谷、キム・ジンヒョン、丸橋等、3日前に行われたJ1第8節・FC東京戦のスタメンをまたも帯同させずにスタメンを10人入れ替えて[37] 試合に臨み、試合は1-3で広州恒大に敗戦、決勝トーナメント進出を争っていたブリーラムが済州に勝利した為、グループリーグ3位となり、チーム史上初のグループステージ敗退となった。最終節の試合後の会見で尹は記者からの「ACLよりJリーグを優先しているのか」という質問に対し、「ACLよりJリーグに重点を置いてるのは事実」と答え、主力を休ませた事を認めている[38]。このスタメン入れ替え策については、Twitterやインターネット掲示板等でも賛否が分かれた[37]。
- ルヴァンカップにはノックアウトステージより出場。湘南ベルマーレに2戦合計2-5（1stレグ0-3，2ndレグ2-2）で敗れ準々決勝敗退となった。
- 天皇杯では3回戦まで勝ち進んだが、4回戦でヴァンフォーレ甲府に0-1で敗れ、ルヴァンカップ同様連覇はならなかった。
- 10月6日に行われたホームで開催されたガンバ大阪との大阪ダービー（第29節）に0-1で敗戦。その直後に尹監督が今シーズン限りで退任するとの報道が流れ、11月20日にはクラブからも公式に発表された[39]。
- リーグ戦は最初の3戦で全て引き分けに終わるなど勝ち切れない試合が続き、第4節のアウェイ神戸戦で初黒星。第5節から8節までは4連勝と一気に巻き返すかに見えたが、第9節のアウェイ大阪ダービー（ガンバ大阪）に0-1で惜敗。第14節までは3勝2分と再び立て直したが、15節からは8戦で4分4敗と失速してしまった。ACL圏外となる7位で終了した。
- リーグ戦7位は関西のチームでは最高位。
- 1度も降格圏に沈むことはなく、上位争いをした翌年に残留争いをするというセレッソのジンクスを消滅させた。

2019年
- アカデミーからの生え抜きであり、クラブの象徴的存在でもあった山口蛍と杉本健勇がそれぞれ神戸と浦和に移籍。山村和也も川崎に移籍するなど、2017年の2冠達成に大きく貢献した主力が相次いで退団。大幅な戦力ダウンが懸念されたが、札幌より都倉賢、仙台より奥埜博亮、神戸より藤田直之が完全移籍で加入。オスマルの抜けた外国人MF枠にはレアンドロ・デサバトを新たに獲得し、攻撃陣ではブルーノ・メンデスを期限付き移籍で獲得するなど、即戦力となる選手を数多く獲得して戦力の低下を防いだ。この他、圍謙太朗と丸岡満がそれぞれ福岡と山口から期限付き移籍から復帰した。
- 尹晶煥に代わる新たな指揮官として、前年まで東京ヴェルディを率いていたミゲル・アンヘル・ロティーナを招聘。ヘッドコーチとしてロティーナを補佐していたイバン・バランコも同時に加入した。
- この年はフロントの体制も大きく変わり、2016年より3年間社長を務めた玉田稔の後任として、クラブOBのレジェンドであり強化部門の責任者を務めていた森島寛晃が就任した。クラブOBの元選手がJクラブの社長に就任するのは札幌の野々村芳和に次いで史上二人目となる。
- リーグ開幕戦はアンドレス・イニエスタ、ダビド・ビジャ、ルーカス・ポドルスキといった強力な攻撃陣を揃え、更に山口の移籍先でもある因縁の神戸をホームに迎えた。守勢に立たされる時間が長い試合展開となったが、77分に山下達也のヘディングゴールで挙げた先制点を守り切り1-0で見事勝利した。その後はチームの熟成不足もあって低空飛行が続いたが、ロティーナの構築した守備戦術が浸透するに従って徐々に勝ち点を伸ばし、第13節ではそれまで無敗で首位を快走していたFC東京に勝利。このシーズンに優勝を果たした横浜F・マリノスにはホーム・アウェイ共に勝利し、ホームで行われたガンバ大阪との第27節大阪ダービーでは3-1で快勝しリーグ戦では7年ぶりとなるダービー勝利を果たすなど、一時は優勝争いをうかがえる4位にまで浮上した。第28節のホーム鹿島戦に0-1で敗戦して優勝争いからは脱落したが、それでも最終的には勝ち点59で5位に食い込んだ。この年は強固な守備力が武器となり、シーズン25失点は2008年に大分が記録した24失点に次ぐ史上2番目の少なさであり、この年のJリーグの全カテゴリーを含めて最少失点記録、クラブ史上最少失点記録だった。その一方で都倉とメンデスがシーズン途中で負傷離脱したことに加えて、大量得点を必要とせず相手にボールを持たせる戦術もあり、総得点は39点に留まった。
- ルヴァンカップではグループステージを3勝2分1敗で首位通過したが、プレーオフステージでFC東京に2戦合計1-2で敗れ決勝T進出を逃した。
- 天皇杯では4回戦で2-4でサガン鳥栖に敗れた。
- リーグ戦は5位と関西のチームでは最高位。

2020年
- ロティーナ体制2年目。水沼宏太が横浜F・マリノスへ完全移籍。田中亜土夢、ソウザや福満隆貴も退団したもののモンテディオ山形より坂元達裕を完全移籍で、シントトロイデンより小池裕太、オイペンより豊川雄太を獲得。ソウザの後釜としてルーカス・ミネイロを獲得した。
- サンガスタジアム by KYOCERAのこけら落としとして行われた京都とのプレシーズンマッチでは、坂元のゴールなどで勝利を挙げた。
- 開幕戦で大分に勝利後、新型コロナウイルスにより試合延期。
- 7月、再開後初戦のパナスタでのG大阪戦で、2-1で17年ぶりにアウェイでのリーグ戦の大阪ダービー勝利を果たした。
- ルヴァンカップではグループリーグを勝ち抜いたものの、柏に0-3で敗北。
- ロティーナ指揮の下、走行距離は少なく「11人で行う」前から始まる守備を機能させていた[40]。「守備が堅いから守備的、ではない。安定した守備が良い攻撃を生む。」という哲学を貫き、[41] それまでのセレッソには無かったトータル・ゾーン戦術を導入した。ボールを保持せずとも相手とスペースをコントロールし、それぞれの選手が正しい立ち位置を取って、スペースをうまく使う「ポジション的優位」を目指し、「感覚ではなく考えてプレー」させ、多くの選手のプレーの幅を広げ、力を引き出した[42][43][44]。
- 開幕戦から上位をキープし続け、7月には単独首位に立ち、最終的に前年を上回る4位で終えた。天皇杯の結果を受けてAFCチャンピオンズリーグ2021プレーオフへの出場が決定した。
- シーズン途中の11月にロティーナの退任が発表された。結果的に3年振りのACL出場権も掴み、68試合/36勝,勝率52.9パーセントとJ1でクラブ史上最高勝率監督だったが、発表通り退任となった[45]。

2021年
- 柿谷曜一朗、木本恭生が名古屋グランパスへ完全移籍。片山瑛一が清水へ、ブルーノ・メンデス(福岡)、デサバト、都倉賢(長崎)、鈴木孝司(新潟)との契約満了。守備の要であったマテイ・ヨニッチが上海申花(中国超級)へ完全移籍。
- 新監督としてレヴィー・クルピが2013年以来のセレッソ大阪監督に復帰。
- 新戦力としてGKダン・バン・ラム、DF進藤亮佑、新井直人、鳥海晃司、チアゴ、ダンクレー、MF原川力、松本泰志、為田大貴、FW松田力、アダム・タガート、加藤陸次樹、大久保嘉人が加入。
- 開幕戦は大久保嘉人のゴールが決勝点となり、2-0で柏レイソルに勝利。新型コロナウイルスの影響で外国籍選手の来日が叶わない中、19歳の西尾隆矢が定位置を掴んでいる。序盤は好調だったが、その後負傷者が続出し調子を落とした。
- ACLではプレーオフでメルボルン・シティと対戦予定だったが、オーストラリアサッカー連盟が同国クラブの不参加を表明し、不戦勝でグループステージに進出。タイ・ブリーラムで集中開催されたグループJでは広州FC、傑志、ポートFCと対戦し無敗で首位通過するも、ラウンド16でホーム・長居球技場にて浦項に敗れ大会を終えた。
- DFダンクレーは加入わずか4ヶ月でアル・アハリ（サウジアラビア1部）に完全移籍することが6月26日に発表された。
- 7月26日、サンフレッチェ広島からの期限付き移籍でプレーしていた松本泰志の同クラブへの復帰が発表された。
- 成績不振に陥り、1-5で敗戦した翌日の8月26日にレヴィー・クルピが退任。同日、コーチの小菊昭雄の監督就任が発表された。
- 8月29日、乾貴士と10年ぶりの復帰で合意したと発表。
- リーグでは12位に終わり、開幕当初に掲げた3位以内・ACL出場の目標には及ばなかった。
- ルヴァンカップでは、4年ぶり2度目の決勝進出を果たしたが、名古屋グランパスに0-2で敗れて準優勝。
- 天皇杯では浦和レッズに0-2で敗れ準決勝敗退。
- シーズン終了をもって大久保嘉人が現役引退。
- ロティーナ体制で築きあげたポジション的優位を目指す戦術は消え去り、2017年の尹晶煥体制からチームの大きな武器となっていた強固な守備も陰りが見え始めたが、途中就任した小菊により一定の立て直しをみせた。

2022年
- 小菊体制2年目。
- 各ポジションに同じレベルの選手を揃え、「どの選手が試合に出てもレベルの変わらない、同じ戦いができるチームに」することを補強・編成の方針とした[46]。「今回の補強は派手さはないものの、戦力が不足しているポジションを的確に穴埋め」したとも評価されている[47]。
  - 藤田直之(鳥栖)、豊川雄太(京都)、小池裕太(横浜FM)、庄司朋乃也(金沢)、田平起也(岩手)を完全移籍で放出。チアゴが名古屋へ期限付き移籍。U-20日本代表として期待されながらも出場機会に恵まれなかった西川潤が鳥栖に期限付き移籍。坂元達裕がKVオーステンデ（ベルギー1部）へ期限付き移籍。瀬古歩夢がグラスホッパー・クラブ・チューリッヒ（スイス1部）へ完全移籍。
  - 浦和から山中亮輔、岡山から上門知樹、徳島から鈴木徳真、山形から中原輝、長崎から毎熊晟矢を完全移籍で獲得。柏を契約満了になった山下達也が加入し2年半ぶりに復帰。U-18から岡澤昂星が昇格。外国人はサンタ・クララよりジェアン・パトリッキを完全移籍で獲得。2021年に上海申花へ放出したマテイ・ヨニッチを完全移籍で獲得し2年ぶりに復帰。2021年は福岡でプレーしたブルーノ・メンデス(デポルティーボ・マルドナド)が期限付き移籍で2年ぶりに復帰。
- 日本・ブラジル・オーストラリア・韓国・ベトナム・クロアチア・タイの計7国籍の選手が在籍するチームとなった。
- 5月25日、KVオーステンデに6月30日までの期限付きで移籍していた坂元達裕の、同クラブへの完全移籍が発表された。
- 6月1日、2018年にもセレッソ大阪（主にU-23）でプレーしたチャウワットが、パトゥム・ユナイテッドから再び期限付き移籍加入することが発表された。
- 6月9日、乾貴士との契約解除を発表。4月5日、柏戦の後半途中に交代する際スタッフに暴言を吐いた事などを理由に、クラブより謹慎処分として公式戦6試合の出場停止および全体練習への参加が禁止されていたが、処分期間が終了した後も練習に参加することはなかった。その後、乾は7月に清水への加入が発表された[48]。
- 6月16日、FCティアモ枚方からの期限付き移籍でプレーしていた新井晴樹のHNKシベニク(クロアチア1部)への期限付き移籍が発表された。
- 8月1日、かつてのクラブの出資企業だったカプコンとトップパートナー契約を締結。ユニフォームパンツ背面並びに練習着胸部にロゴを掲出し、26年ぶりのユニフォームスポンサー復帰となった。
- 8月10日、岡澤昂星のレッドブル・ブラガンチーノへの期限付き移籍が発表された。なお、同クラブは7月22日に、セレッソ大阪のトップパートナーであるヤンマーとプレミアム・パートナー契約を結んでいる[49]。
- 8月16日、ダン・バン・ラムのビンディンFC(Vリーグ1)への完全移籍が発表された。
- 10月22日、広島とのルヴァンカップ決勝では、加藤陸次樹のゴールで先制するも、後半にヨニッチが退場し、終了間際にピエロス・ソティリウにPKとコーナーキックから2点を奪われて逆転負け。史上3チーム目の2年連続準優勝となった。
- 天皇杯は広島に1-2で敗れ準々決勝敗退。広島とはこのシーズン対戦した4戦全敗となった。
- 他チームに期限付き移籍中の中島元彦、藤尾翔太、松本凪生、西川潤がそれぞれのチームで活躍をみせた。
- リーグ戦は5位で終了し関西のクラブでは最高位だったが、ACL出場圏には届かなかった。
- 浦和レッズ、川崎フロンターレ、ヴィッセル神戸、ガンバ大阪にリーグ戦全勝・公式戦無敗だった。
- 先発メンバーの過半数がJ2からの個人昇格選手だった。

2023年
- 小菊体制3年目。
- アダム・タガート（パース）、新井直人（新潟）、茂木秀（今治）、吉馴空矢（FC大阪）を完全移籍で放出。チアゴが契約満了で、ブルーノ・メンデス、チャウワットが期限付き移籍期間満了で退団。ユース時代から活躍した丸橋祐介がタイ1部のパトゥム・ユナイテッドへ期限付き移籍（5月31日付で復帰）。藤尾翔太（徳島）が期限付き移籍から復帰するも3月6日付で町田へ期限付き移籍。昨年獲得し公式戦7得点と活躍したジェアン・パトリッキが神戸へ完全移籍。
- ブルーノ・クアドロス（札幌）がコーチとして17年振りにチームに復帰。
- 外国籍選手は梁韓彬（FCソウル）、カピシャーバ（ジュベントゥージ）、レオ・セアラ（横浜FM）、ジョルディ・クルークス（福岡）を完全移籍で獲得。
- 2月1日、元日本代表の香川真司が13年ぶりに復帰することが発表された[50]。
- 7月7日、昨季途中からHNKシベニク（クロアチア1部）でプレーしていた新井晴樹（枚方）が期限付き移籍で再加入。
- 夏の移籍期間では原川力（FC東京）、中原輝（東京V）、岡澤昂星（琉球）をそれぞれ期限付き移籍で、加藤陸次樹（広島）を完全移籍で放出。一方で藤枝から渡邉りょうを、大宮から柴山昌也を完全移籍で獲得。
- 7月28日、親善試合のパリ・サンジェルマンFC戦は3-2で逆転勝ち。
- 2年連続準優勝だったルヴァンカップはグループステージ敗退（1勝2分3敗）。
- 天皇杯は湘南にPK戦の末敗れラウンド16敗退。
- 8月16日、2016年からプレーしていたDF松田陸が甲府に期限付き移籍。
- リーグ戦のガンバ大阪との大阪ダービーでは2年連続で全勝となった[51]。
- 開幕1週間前に負傷者が続出した事や、ボール保持を志向したことでチームはボール運びと連携面で不安定になった。リーグ戦は開幕3試合で1分2敗と低調なスタートで、3月8日のルヴァンカップグループステージ第1節FC東京戦でようやくシーズン初勝利を収める。主力選手の負傷離脱が相次いだが、監督の小菊のマネジメントである「練習から勝ち抜いた選手」が出場機会を得て活躍、前半戦最後の試合では出場機会の乏しい選手が多数起用されたが、当時首位だったヴィッセル神戸に勝利し5位で折り返した[52]。
- だがシーズン後半戦も怪我人が戻ってくることはなく、さらに為田、山中が負傷離脱、奥埜、清武は手術で復帰時期が未定となった[53][54][55][56]。攻守で貢献していた加藤の代わりとなる選手も台頭することは無かった。その後第27節の鹿島アントラーズ、第28節のヴィッセル神戸の上位対決に連敗しチームが失速してしまい、優勝争いから脱落[57]。
- 第27節以降は1勝1分6敗と低調なままで、その間の得点は大阪ダービーでの1点のみ、2度の3連敗を喫するなど苦しむようになった。
- 最終的に15勝4分15敗の9位でフィニッシュ。昨季よりも順位を落としてしまい、シーズン終盤に露呈した拙攻拙守という課題を突き付けられることになった。
- 反則ポイント数が規定よりも少なかったチームが受賞するフェアプレー賞を、初受賞から7年連続で受賞。警告数27枚はJ1最少、無警告・無退場試合はJ1最多の13試合[58]。また反則ポイント数がJ1最小だったため、2度目のフェアプレー賞・高円宮杯を受賞した。

2024年
- 小菊体制4年目。
- J1連続8年目のシーズンとなり、これはクラブ史上最長記録である。
- 長きにわたり守備の要として活躍したマテイ・ヨニッチと丸橋祐介が契約満了で退団。
- 原川力（FC東京）、山中亮輔（名古屋）、中原輝（鳥栖）、澤上竜二（福島）、松田陸、鈴木徳真（G大阪）が完全移籍。町田へ期限付き移籍していた藤尾翔太が同クラブへ完全移籍。
- 新戦力として札幌より田中駿汰、ルーカス・フェルナンデスを、川崎より登里享平を、浦和より平野佑一を、アトレチコ・パラナエンセ（ブラジル1部）よりヴィトール・ブエノをそれぞれ獲得。山田寛人が仙台への期限付き移籍から復帰。
- 3月12日にイングランド・プレミアリーグのウルヴァーハンプトンよりジャスティン・ハブナーを期限付き移籍で獲得。
- 序盤こそリーグ優勝という目標通り勝ち点を積み重ね、8節を終えて無敗の5勝3分で2020年7月以来の首位に立った。しかし、その後4戦勝ち無し（2分2敗）と苦戦するようになり、5月6日第12節のアウェイで行われた大阪ダービーでG大阪に5年ぶりの敗北を喫す[59]。
- 左サイドバックで、ビルドアップの要の登里享平は長期離脱となった[60]。
- ルヴァンカップは2回戦（初戦）岩手、3回戦琉球と対戦し勝ち進んだものの、プレーオフラウンドで町田に敗れ敗退。
- 天皇杯は3回戦で延長戦の末に甲府に敗れ敗退。
- 夏の移籍期間で、右サイドバックの主力の毎熊晟矢がAZアルクマール（オランダ1部）へ完全移籍。2022年7月以降の度重なる怪我で長期離脱を繰り返し、出場機会を失っていた清武弘嗣が鳥栖へ期限付き移籍。ジャスティン・ハブナーが期限付き移籍終了。磐田へジョルディ・クルークスが完全移籍。渡邉りょうが同クラブに期限付き移籍。
- 京都から山﨑凌吾を完全移籍で獲得。FCバルセロナU-19を退団した髙橋仁胡が加入。
- チーム発足30周年を迎え、歴代ユニフォームのファン投票で1位に輝いた「桜」を全面に表現した初代ユニフォームが、復刻版コンフィットTシャツとして販売された[61]。
- 第27節の京都戦で3-5と大量失点を喫し敗戦。これは小菊体制でワーストの失点記録となった。その後も守備の乱れが改善されず、第30節神戸戦では1-2で敗戦し、リーグ優勝の可能性が極めて厳しくなったうえ、18年ぶりの4連敗と苦しむようになる[62]。この試合後に小菊自らが監督辞任を申し出て、10月10日に今シーズン限りでの契約満了が発表された[63][64]。
- その後は、第29節のG大阪との大阪ダービーでは1-0で完封勝利したものの、得点力不足と試合序盤での失点癖が改善されず、最終的に13勝13分12敗の10位でフィニッシュ。3年ぶりの二桁順位となり、昨季より低い結果に終わった。
- 個人としてはレオ・セアラが自己最高記録の21得点を記録、チームにとっては7年振りの20得点達成者となった。ルーカス・フェルナンデスがJ1最多の10アシストを記録、金鎮鉉が全試合出場で無警告無退場でフェアプレー個人賞を受賞した。
- フェアプレー賞を初受賞から8年連続で受賞。警告数26枚はこの年のJリーグ全カテゴリーを含めて最小であり、唯一の20枚台であった。ファウル総数、一試合平均ファウル数はJ1最小であった。また反則ポイント数は、フェアプレー賞を受賞した上位3クラブの内、3位鹿島の25、2位広島の5に大差を付けるマイナス7であった。これはJ1最小であったため、2年連続通算3度目のフェアプレー賞・高円宮杯を受賞した[65]。
- このシーズンをもってDF山下達也が現役引退。

2025年
- 横浜FMのヘッドコーチを務めたアーサー・パパスが監督に就任[66]。クラブ史上初のオーストラリア人監督となる[67]。
- 合計10年間所属した清武弘嗣（大分）が契約満了で退団。
- 奥埜博亮（湘南）、鳥海晃司（千葉）、渡邉りょう、為田大貴（磐田）、カピシャーバ（清水）、山田寛人、梁韓彬（鳥栖）、山崎凌吾（長崎）、清水圭介（FC BASARA HYOGO）を完全移籍で放出。昨季21得点とJ1リーグ得点数第2位となったレオ・セアラが鹿島へ完全移籍。
- 岡澤昂星（藤枝）、石渡ネルソン（いわき）、西川潤、松本凪生（鳥栖）、大迫塁（相模原）、木下慎之輔（南葛SC）が期限付き移籍。ユースから木實快斗（セレッソ大阪U-18）が昇格し北九州へ育成型期限付き移籍。
- 新戦力として、チアゴ・アンドラーデ（トロントFC）、畠中槙之輔（横浜FM）、福井光輝（町田）、中村拓海（横浜FC）が完全移籍で加入。浦和から本間至恩が、愛媛から牧口一真が、BGパトゥム・ユナイテッド（タイ1部）からジャルンサック・ウォンコーンが、ECバイーア（ブラジル1部）からラファエル・ハットンが期限付き移籍で加入。大学からは上林豪（明治大学）、古山兼悟（大阪体育大学）が加入。中島元彦（仙台）が期限付き移籍から復帰。
- 今季の主将がMF田中駿汰に決定し、主将をサポートする各ポジションの「リーダーシップグループ」にGK金鎮鉉、DF畠中槙之輔、MF香川真司、FW北野颯太が務める。
- 開幕戦のG大阪戦は5-2で快勝するも、その後は昨年からの課題であった守備の乱れが改善されず5試合勝利なしと苦戦。第6節終了時点でJ2降格圏の18位（1勝2分3敗）と低迷するようになる。
- ホームスタジアムでリーグ戦12連敗だった鹿島戦では5回のオフサイドによる得点取り消しと、1回のPK失敗の末に後半アディショナルタイムに決勝点を決めて1-0で勝利し鬼門を突破した[68]。
- 第10節でシーズン初の完封勝利を収めるなど新監督が志向する戦術で、ほぼ毎試合失点しているが、その後は逆転勝ちを収める試合も多くなる。
- 5月に入ると主力の相次ぐ怪我人続出により、人手不足に陥り、ユースの選手をベンチ入りせざるを得ない状況となる[69]。またそもそも選手の母数が少ないことや、本職センターフォワードが一人という状態について、監督のアーサーは第15節の逆転勝ち後のインタビューで「クラブとは1月から話をしていますが、チームとして編成面をしっかりと考えて欲しいと思います。長いシーズンなので、そこはしっかり考えて欲しいです」と話した[70]。
- 6月の特別登録期間に北野颯太がレッドブル・ザルツブルクに完全移籍。ディオン・クールズ（ブリーラム・ユナイテッドFC）と吉野恭平（大邱FC）を完全移籍で獲得。
- YBCルヴァンカップはプレーオフラウンドで横浜FCと対戦。1stレグで4-1と大勝したものの、2ndレグで無得点の上4失点を喫し、2戦合計4-5と逆転され敗退。
- 天皇杯はラウンド16でFC東京に敗れ敗退。
- 夏の移籍期間では、舩木翔が新潟へ完全移籍。浦和から井上黎生人を、OHルーヴェン（ベルギー1部）から大畑歩夢を完全移籍で獲得。

## タイトル・表彰

### 国内タイトル
- ジャパンフットボールリーグ：1回
  - 1994
- Jリーグカップ：1回
  - 2017
- 天皇杯 JFA 全日本サッカー選手権大会：1回
  - 2017
- スーパーカップ：1回
  - 2018

### ヤンマー・ディーゼルサッカー部時代
- 日本サッカーリーグ
  - 1971年、1974年、1975年、1980年
- 天皇杯
  - 1968年、1970年、1974年
- JSLカップ
  - 1973年（スペシャルカップ）、1983年、1984年
- スーパーカップ
  - 1981年
- クイーンズカップ（親善大会）
  - 1976年

### 表彰
ベストイレブン
- 1995年 J1  森島寛晃
- 1999年 J1  黄善洪
- 2000年 J1  森島寛晃、  西澤明訓
- 2005年 J1  吉田宗弘、  古橋達弥
- 2011年 J1  清武弘嗣
- 2013年 J1  山口蛍、  柿谷曜一朗
- 2017年 J1  山口蛍、  杉本健勇
- 2023年 J1  毎熊晟矢

得点王
- 1999年 J1  黄善洪
- 2009年 J2  香川真司

ベストヤングプレーヤー賞
- 2013年 J1  南野拓実
- 2020年 J1  瀬古歩夢

優秀監督賞
- 2017年 J1  尹晶煥

フェアプレー賞高円宮杯
- J1 3回(2018年、2023年、2024年)

フェアプレー賞
- J1 8回(2017年、2018年、2019年、2020年、2021年、2022年、2023年、2024年)

フェアプレー個人賞
- 2013年 J1  柿谷曜一朗
- 2017年 J1  柿谷曜一朗
- 2024年 J1  キム・ジンヒョン

最優秀ゴール賞
- 2013年 J1  柿谷曜一朗（第33節・対鹿島戦・38分）

#### アジアサッカー連盟（AFC）
アジア年間最優秀ユース選手賞
- 2003年  大久保嘉人

#### Jリーグカップ
最優秀選手賞
- 2017年  杉本健勇

ニューヒーロー賞
- 2020年  瀬古歩夢
- 2022年  北野颯太

#### その他
功労選手賞
- 2009年  森島寛晃

Jリーグベストピッチ賞
- 2012年 キンチョウスタジアム
- 2013年 キンチョウスタジアム

最優秀育成クラブ賞
報知プロスポーツ大賞
- 2003年 Jリーグ部門  大久保嘉人

日本プロスポーツ大賞
- 2013年 新人賞  南野拓実

関西スポーツ賞
- 2009年 特別功労賞  森島寛晃
- 2018年  セレッソ大阪[71]

感動大阪賞
- 2024年   西尾隆矢[72]

## 各種クラブ記録

### 歴代背番号8着用者
- 初代、森島寛晃(1994年-2008年)
- 2代目、香川真司(2009年-2010年、2023年-)
- 3代目、清武弘嗣(2012年)
- 4代目、柿谷曜一朗(2013年-2014年、2016年-2020年)
- 5代目、乾貴士 (2022年)

### セレッソ大阪でプレーした翌年に欧州クラブに移籍した選手
(）内は出身地
- 西澤明訓(静岡)
- 大久保嘉人(福岡)
- 香川真司(兵庫)
- 家長昭博(京都)
- 乾貴士(滋賀)
- 清武弘嗣(大分)
- キム・ボギョン(韓国)
- 柿谷曜一朗(大阪)
- 南野拓実(大阪)
- 山口蛍(三重)
- 瀬古歩夢(大阪)
- 坂元達裕(東京)
- 新井晴樹(埼玉)
- 毎熊晟矢(長崎)
- 北野颯太(和歌山)

### 個人
- 最短身長、山城純也、158 cm
- 最長身長、ク・ソンユン、茂木秀、ヤン・ハンビン、195 cm
- 最長在籍記録、森島寛晃、1991年～2008年
- 公式戦及びJ1最多出場記録、キム・ジンヒョン、更新中
- 最年長、大久保嘉人、39歳、2021年
- 最年長プロ契約、古橋達弥、24歳、2004年
- 最年少プロ契約、柿谷曜一朗、16歳、2006年
- J1最高勝率監督、ロティーナ、68試合/36勝,勝率52.9％ 2019年～2020年
- 公式戦最年長得点、大久保嘉人、39歳、2021年
- 公式戦最年少得点、北野颯太、17歳、2022年

### チーム記録
ヤンマー時代及びジャパンフットボールリーグ時代(現在でいう旧JFL)の記録は含まない
- 公式戦最長連敗 J1リーグ戦 10試合 1996年
- 公式戦最多失点 J1リーグ戦 9失点 vsジュビロ磐田 1998年
- 年間最多失点 J1 79失点 1998年
- J1 最長連勝 リーグ戦 7試合 2005年
- リーグ戦無敗 J1 16試合 2005年
- 公式戦無敗 20試合 2005年
- リーグ戦最多入場者数  43927人 ヤンマースタジアム長居 2005年
- 試合開始からの最速失点 8秒 vs サンフレッチェ広島、佐藤寿人による得点 2006年
- リーグ戦最小入場者数 J2 2711人 vs 水戸ホーリーホック 三木総合防災公園陸上競技場 2007年
- 最小平均入場者数 J2 6627人 2007年
- J2 最長連勝 リーグ戦 9試合 2009年
- J2 年間最多得点 年間51試合/100得点 2009年
- J2 最多勝ち点 年間51試合/104点 2009年
- ホームスタジアム最多入場者数 44856人 vs マンチェスター・ユナイテッド ヤンマースタジアム長居 2013年
- 最多平均入場者数 J1 21627人 2014年
- 公式戦最多得点 天皇杯1回戦 10得点 vsアルヴェリオ高松 2016年
- J1 最多勝ち点 年間34試合/63点 2017年
- J1 年間最多得点 年間34試合/65得点 2017年
- 年間最少失点 J1 年間34試合/25失点 2019年
- 開幕戦からの無敗記録 J1 8試合 2024年

## スタジアム他

### ホームスタジアム
ホームスタジアムはヨドコウ桜スタジアム（長居球技場）である。なお、過去のホームゲーム開催スタジアムは「セレッソ大阪の年度別成績一覧#年度別入場者数」を参照のこと。

### 練習場・クラブハウス
セレッソ大阪のトップチームまたはその下部組織が使用する練習場は、次のとおりである。
・セレッソスポーツパーク舞洲(大阪市此花区北港緑地1丁目2番25号)
・南津守さくら公園スポーツ広場(大阪市西成区南津守1丁目3番57号)
・ヤンマーフィールド尼崎(尼崎市常光寺1丁目2)
トップチームのトレーニングは2013年から舞洲スポーツアイランドに所在するセレッソスポーツパーク舞洲内の、「セレッソ大阪スポーツクラブ クラブハウス・グラウンド」を使用している。この練習場は既存の舞洲球技場を大阪市から賃貸し、天然芝化やクラブハウスの新設などしたもの で、天然芝2面・新設の人工芝1面があり、下部組織チームも使用している。
なお、2012年まで練習場として使用していた南津守さくら公園スポーツ広場はセレッソ大阪堺レディースやアカデミーが使用している。また2010年以降は毎年9月中旬から約1か月間行う天然芝の養生期間に限りJ-GREEN堺を使用することもある。以前は舞洲島内北部にあった旧・舞洲グラウンド（現在の施設とは別の場所・2010年4月閉鎖）や尼崎市のヤンマーグラウンド（前身のヤンマーディーゼルサッカー部時代の練習拠点。現在は下部組織チームが使用。）も使用していた。

## ユニフォーム

### チームカラー
- ピンク[1]

### ユニフォームデザイン
- 1994年から1996年まで使用したフィールドプレーヤー用の1stユニフォームは、シャツおよびストッキングがピンク、パンツが空色であった。1997年以降の胸デザインはピンク×紺の縦縞であるが、2006年以降は縦縞がさほど強調されなくなっている（2006年 - 2007年モデルは右胸が紺で左胸がピンクの2ブロック。2008年 - 2009年モデルは前年までの配色が反転したようなデザイン、2010年 - 2011年モデルはピンク地に3本の太い縦縞の3ブロック）。
- 2012年モデルは、胸から上がピンク地で下はピンク×紺の縦縞と、ピンクの割合が多くなった。2013年モデルは右胸部と左腰部に紺の太い斜め縞が入っていた。2014年モデルは紺の縞模様がなくなりピンクの色味も変わった。2005年のフィールドプレーヤー用の2ndユニフォームは、シャツ・パンツ・ストッキングに薄手のグレーを採用していた。
- 2010年8月8日のキンチョウスタジアムのオープニングゲームでは、専用デザイン（ピンクが真ん中に1ブロック）のメモリアルユニフォームを着用した。
- 2017年J1第32節から左胸のエンブレム上に同年のルヴァンカップ優勝を示す星マークが付けられた。その後同年度の天皇杯でも優勝を果たした事に伴い、2018年モデルからは同じ位置に星マークが更に1つ追加された。

### ユニフォームスポンサー
| 掲出箇所   | スポンサー名             | 表記       | 掲出年              | 備考 |
| 胸         | ヤンマーホールディングス | YANMAR     | 2006年 -            | 1994年 - 1996年は袖 1997年 - 2005年は背中上部                                                            |
| 鎖骨       | ニッコンホールディングス | NIKKON     | 2022年 -            | 左側に掲出                                                                                               |
| 鎖骨       | 淀川製鋼所               | ヨドコウ   | 2021年 -            | 右側に掲出 2021年は鎖骨両側                                                                              |
| 背中上部   | 日本ハム                 | Nipponham  | 1994年前半 2006年 - | 1994年後半、1995年 - 2005年は胸 （2006年 - 2009年は「NIPPONHAM」 2010年 - 2014年は「ニッポンハム」表記） |
| 背中下部   | シンハーコーポレーション | SINGHA     | 2016年 -            | |
| 袖         | カプコン                 | CAPCOM     | 2023年 -            | 1994年前半は胸 1994年後半、1995年 - 1996年は背中上部 2022年8月 - 同年10月はパンツ背面                    |
| パンツ前面 | ナカバヤシ               | ナカバヤシ | 2018年 -            | |
| パンツ背面 | なし                     | -          | -                   | |

### ユニフォームサプライヤーの遍歴
- 1994年[76][77] - 2014年[76][77]：リーグ戦・カップ戦ともミズノ
- 2015年[78] - 2024年[78]：プーマ
- 2025年[77] - 現在：ミズノ

### 歴代ユニフォーム
| FP 1st      | FP 1st      | FP 1st      | FP 1st      | FP 1st      |
| ----------- | ----------- | ----------- | ----------- | ----------- |
| 1994 - 1996 | 1997 - 1998 | 1999 - 2003 | 2004 - 2005 | 2006 - 2007 |
| 2008 - 2009 | 2010        | 2011        | 2012        | 2013        |
| 2014        | 2015        | 2016        | 2017        | 2018        |
| 2019        | 2020        | 2021        | 2022        | 2023        |
| 2024        | 2025 -      |             |             |             |
|             |             |             |             |             |

| FP 2nd      | FP 2nd      | FP 2nd      | FP 2nd      | FP 2nd |
| ----------- | ----------- | ----------- | ----------- | ------ |
| 1994 - 1996 | 1997 - 1998 | 1999 - 2002 | 2003 - 2004 | 2005   |
| 2006        | 2007        | 2008        | 2009        | 2010   |
| 2011        | 2012        | 2013        | 2014        | 2015   |
| 2016        | 2017        | 2018        | 2019        | 2020   |
| 2021        | 2022        | 2023        | 2024        | 2025 - |
|             |             |             |             |        |

| FP Other                                   | FP Other            | FP Other                     | FP Other                       | FP Other          |
| ------------------------------------------ | ------------------- | ---------------------------- | ------------------------------ | ----------------- |
| 2010 · 88メモリアル                        | 2011 · エイトサマー | 2012 · サマー · ユニフォーム | 2013 · ヤンマー · プレミアム杯 | 2014 · 20周年記念 |
| 2015 · キンチョウ · スタジアム · 5周年記念 | 2016 · SUMMER       | 2017 · SUMMER                | 2018 · ACL 1st                 | 2018 · Limited    |
| 2019 · 25周年記念                          | 2020 · Limited      | 2021 · ACL 1st               | 2021 · ACL 2nd                 | 2021 · Limited    |
| 2022 · Limited                             | 2023 · Limited      | 2024 · Limited · 30周年記念  | 2025 · Limited · BLOSSOM       |                   |
|                                            |                     |                              |                                |                   |

### 歴代ユニフォームスポンサー表記
| 年度 | 箇所                | 箇所     | 箇所     | 箇所                | 箇所     | 箇所                               | 箇所        | 箇所       | サプライヤー |
| 年度 | 胸                  | 鎖骨左   | 鎖骨右   | 背中上部            | 背中下部 | 袖                                 | パンツ前面  | パンツ背面 | サプライヤー |
| 1994 | CAPCOM / Nippon Ham | 解禁前   | 解禁前   | Nippon Ham / CAPCOM | 解禁前   | ヤンマー                           | 解禁前      | 解禁前     | Mizuno       |
| 1995 | Nippon Ham          | 解禁前   | 解禁前   | CAPCOM              | 解禁前   | ヤンマー                           | 解禁前      | 解禁前     | Mizuno       |
| 1996 | NIPPON HAM          | 解禁前   | 解禁前   | CAPCOM              | 解禁前   | ヤンマー                           | 解禁前      | 解禁前     | Mizuno       |
| 1997 | NIPPON HAM          | 解禁前   | 解禁前   | Yanmar              | 解禁前   | 2008 OSAKA オリンピックを大阪に!   | 解禁前      | 解禁前     | Mizuno       |
| 1998 | NIPPON HAM          | 解禁前   | 解禁前   | Yanmar              | 解禁前   | 2008 OSAKA オリンピックを大阪に!   | 解禁前      | 解禁前     | Mizuno       |
| 1999 | NIPPON HAM          | 解禁前   | 解禁前   | Yanmar              | 解禁前   | -                                  | 解禁前      | 解禁前     | Mizuno       |
| 2000 | NIPPON HAM          | 解禁前   | 解禁前   | Yanmar              | 解禁前   | タマノイ酢                         | 解禁前      | 解禁前     | Mizuno       |
| 2001 | NIPPON HAM          | 解禁前   | 解禁前   | Yanmar              | 解禁前   | タマノイ酢                         | 解禁前      | 解禁前     | Mizuno       |
| 2002 | NIPPON HAM          | 解禁前   | 解禁前   | Yanmar              | 解禁前   | タマノイ酢                         | 大装ハウス  | 解禁前     | Mizuno       |
| 2003 | NIPPON HAM          | 解禁前   | 解禁前   | Yanmar              | 解禁前   | タマノイ酢                         | 大装        | 解禁前     | Mizuno       |
| 2004 | NIPPON HAM          | 解禁前   | 解禁前   | Yanmar              | 解禁前   | タマノイ酢                         | SPORTS DEPO | 解禁前     | Mizuno       |
| 2005 | NIPPON HAM          | 解禁前   | 解禁前   | Yanmar              | 解禁前   | タマノイ酢                         | SPORTS DEPO | 解禁前     | Mizuno       |
| 2006 | YANMAR              | 解禁前   | 解禁前   | NIPPONHAM           | 解禁前   | SUPER H2O ≪ Hypotonic Sports Water | SPORTS DEPO | 解禁前     | Mizuno       |
| 2007 | YANMAR              | 解禁前   | 解禁前   | NIPPONHAM           | 解禁前   | OSAKA PiTaPa                       | SPORTS DEPO | 解禁前     | Mizuno       |
| 2008 | YANMAR              | 解禁前   | 解禁前   | NIPPONHAM           | 解禁前   | OSAKA PiTaPa                       | SPORTS DEPO | 解禁前     | Mizuno       |
| 2009 | YANMAR              | 解禁前   | 解禁前   | NIPPONHAM           | 解禁前   | -                                  | SPORTS DEPO | 解禁前     | Mizuno       |
| 2010 | YANMAR              | 解禁前   | 解禁前   | ニッポンハム        | 解禁前   | - / KINCHO                         | - / SANYU   | 解禁前     | Mizuno       |
| 2011 | YANMAR              | 解禁前   | 解禁前   | ニッポンハム        | 解禁前   | KINCHO                             | SANYU       | 解禁前     | Mizuno       |
| 2012 | YANMAR              | 解禁前   | 解禁前   | ニッポンハム        | 解禁前   | KINCHO                             | SANYU       | 解禁前     | Mizuno       |
| 2013 | YANMAR              | 解禁前   | 解禁前   | ニッポンハム        | 解禁前   | KINCHO                             | SANYU       | 解禁前     | Mizuno       |
| 2014 | YANMAR              | 解禁前   | 解禁前   | ニッポンハム        | 解禁前   | KINCHO                             | SANYU       | 解禁前     | Mizuno       |
| 2015 | YANMAR              | 解禁前   | 解禁前   | Nipponham           | 解禁前   | KINCHO                             | SANYU       | 解禁前     | PUMA         |
| 2016 | YANMAR              | 解禁前   | 解禁前   | Nipponham           | SINGHA   | KINCHO                             | SANYU       | 解禁前     | PUMA         |
| 2017 | YANMAR              | 解禁前   | 解禁前   | Nipponham           | SINGHA   | KINCHO                             | SANYU       | 解禁前     | PUMA         |
| 2018 | YANMAR              | -        | -        | Nipponham           | SINGHA   | KINCHO                             | ナカバヤシ  | 解禁前     | PUMA         |
| 2019 | YANMAR              | -        | -        | Nipponham           | SINGHA   | SHARP                              | ナカバヤシ  | 解禁前     | PUMA         |
| 2020 | YANMAR              | -        | -        | Nipponham           | SINGHA   | SHARP                              | ナカバヤシ  | - / DANISH | PUMA         |
| 2021 | YANMAR              | ヨドコウ | ヨドコウ | Nipponham           | SINGHA   | SHARP                              | ナカバヤシ  | -          | PUMA         |
| 2022 | YANMAR              | NIKKON   | ヨドコウ | Nipponham           | SINGHA   | SHARP                              | ナカバヤシ  | - / CAPCOM | PUMA         |
| 2023 | YANMAR              | NIKKON   | ヨドコウ | Nipponham           | SINGHA   | CAPCOM                             | ナカバヤシ  | -          | PUMA         |
| 2024 | YANMAR              | NIKKON   | ヨドコウ | Nipponham           | SINGHA   | CAPCOM                             | ナカバヤシ  | -          | PUMA         |
| 2025 | YANMAR              | NIKKON   | ヨドコウ | Nipponham           | SINGHA   | CAPCOM                             | ナカバヤシ  | -          | Mizuno       |

## セレッソ大阪U-23
セレッソ大阪U-23（セレッソおおさか・アンダートゥエンティースリー、略称表記:C大23）は、2016年から2020年にかけてJ3リーグ（J3）に参加していた、セレッソ大阪所属の23歳以下の選手で構成されるサッカーチーム（U-23チーム）。

### 概要（U-23）
2015年12月15日、Jリーグの理事会において2016年シーズンよりJ1・J2クラブの「U-23チーム」がJ3に参加することが発表され、初年度参加チームの一つとして承認された。「タフな試合環境の中でトップチームを担う次の才能を開花させる」との思いを込めて、SAKURA NEXT（サクラ・ネクスト）という独自愛称が与えられている。
U-23を育成の一番上のカテゴリー（もしくは育成とトップチームの間）として位置づけ、トップチームと別に練習を行ってチームの育成を図っている。
日刊スポーツが2019年7月16日付 の記事で、Jリーグが2020年を最後としてU-23チームの参戦を終了させる方向である見込みと報じたとおり、「セレッソ大阪U-23」は2020年シーズンをもってJ3リーグへの参加およびチーム活動を終了した。

### 略歴（U-23）
2016年
初年度の監督には、2014年シーズン途中からトップチームの指揮を執り、2015年にはアカデミー（U-18）の監督を務めた大熊裕司が就任。また、初年度では若手がトップチームに上がることが少なかったが、序盤戦にオーバーエージ枠で出場していた清原翔平がトップチームに這い上がった。
2017年
大熊体制2年目。開幕戦では瀬古歩夢、喜田陽といった高校1年生も選ばれ、平均年齢17歳で挑んだ。また、序盤こそは選手の入れ替わりがあって苦しんだが、斧澤隼輝、西本雅崇がトップに絡み、ユースの小林洵が試合を重ねて成長をした。
2018年
大熊体制3年目。第3節から第12節にかけて10戦負け無し（5勝5分）を記録し一時は2位にも入った。その後は2度の連敗もあって順位を落とすが、第23節から第26節にかけて4連勝を記録するなど、最終的にはチーム発足後初めて勝利数が敗戦数を上回り、順位も過去最高の7位でシーズンを終えた。個人では、米澤令衣が得点ランク6位の12ゴールを記録する活躍を見せた。
2019年
大熊体制4年目。序盤から好調を維持し、第6節では首位に立った。最終的には前年の過去最高順位を更新して、6位でフィニッシュした。

### 活動方針（U-23）
- ゴールを奪う選手の強化育成[79]
- ボールを奪う選手の強化育成[79]
- 勝利に貪欲な選手の強化育成[79]

### ホームゲーム開催試合数（U-23）
「-」:改修中につき閉鎖
| 年度 | 金鳥スタ | ヤンマー | その他  |
| ---- | -------- | -------- | ------- |
| 2016 | 13       | 2        | 0       |
| 2017 | 8        | 7        | 高知陸1 |
| 2018 | 8        | 8        | 0       |
| 2019 | -        | 17       | 0       |

### 成績（U-23）
| 年度 | 所属 | 順位 | 試合 | 勝点 | 勝 | 引 | 負 | 得点 | 失点 | 得失点 | 監督                       |
| ---- | ---- | ---- | ---- | ---- | -- | -- | -- | ---- | ---- | ------ | -------------------------- |
| 2016 | J3   | 12位 | 30   | 32   | 8  | 8  | 14 | 38   | 47   | -9     | 大熊裕司                   |
| 2017 | J3   | 13位 | 32   | 35   | 8  | 11 | 13 | 39   | 43   | -4     | 大熊裕司                   |
| 2018 | J3   | 7位  | 32   | 46   | 13 | 7  | 12 | 47   | 36   | +11    | 大熊裕司                   |
| 2019 | J3   | 6位  | 34   | 52   | 16 | 4  | 14 | 49   | 56   | -7     | 大熊裕司                   |
| 2020 | J3   | 18位 | 34   | 25   | 5  | 10 | 19 | 28   | 61   | -33    | 村田一弘→ 丸山良明（7月-） |

### 表彰（U-23）
チーム
- J3フェアプレー賞：3回
  - 2017年、2019年、2020年

個人別
- J3月間MVP
  - 2019年2月・3月：山田寛人

### ユニフォーム
ユニフォームデザイン及びユニフォームのサプライヤーはトップチームと同じ。

#### 歴代ユニフォームスポンサー年表
| 年度 | 胸     | 鎖骨   | 背中上部  | 背中下部   | 袖                | パンツ | サプライヤー |
| 2016 | YANMAR | 解禁前 | Nipponham | ナカバヤシ | たこ焼道楽 わなか | -      | PUMA         |
| 2017 | YANMAR | 解禁前 | Nipponham | ナカバヤシ | たこ焼道楽 わなか | -      | PUMA         |
| 2018 | YANMAR | -      | Nipponham | ナカバヤシ | たこ焼道楽 わなか | -      | PUMA         |
| 2019 | YANMAR | -      | Nipponham | ナカバヤシ | たこ焼道楽 わなか | -      | PUMA         |
| 2020 | YANMAR | -      | Nipponham | ナカバヤシ | たこ焼道楽 わなか | -      | PUMA         |

## アカデミー
セレッソ大阪のアカデミーは、柿谷曜一朗、山口蛍、扇原貴宏、杉本健勇、南野拓実、中島元彦、瀬古歩夢、藤尾翔太、谷本駿介、石渡ネルソン、北野颯太ら各年代別日本代表に多くの選手を輩出している。ロンドンオリンピック以降4大会連続でアカデミー出身者が出場している。
また、セレッソ大阪の育成組織である「ハナサカクラブ」はクラブの収益とは関係なく、支援金を募るカタチの独自の収益体制を整えており、注目が向けられている。
特に長けているのは女子選手の育成であり、2010年に設立された現在のセレッソ大阪ヤンマーレディースは、所属したほぼ全ての選手が年代別代表に選出経験があり、北村菜々美、宝田沙織、林穂之香、脇阪麗奈、浜野まいか、小山史乃観がなでしこジャパンに選ばれている。
2016年から長期的な「SAKURA SPECTACLE」というクラブ哲学が発表され、アカデミーの名称をスペイン語で「セレッサ」と呼ぶことになった。
2021年、風間八宏が技術委員に就任しアカデミーの育成方針が変更された。同年8月からは、おおむね月1回のペースで、小学生から高校生までの各年代のチーム、ヤンマーレディース(2023年のプロ化に伴って改名)やその下部組織選手らから選ばれた選手が同じグラウンドに集まり、ボールを「止める」「蹴る」といった基本動作から、技術を高め、個の力をつけるための特別なトレーニングに取り組んでいる。また、その年代・性別バラバラの選手でチームを組み、対外試合を行っている。
2022年夏、クラブユースの全てのカテゴリーを制覇し、史上初のクラブユース三冠を達成したアカデミーとなった。8月3日、日本クラブユースサッカー選手権 (U-18)大会でセレッソ大阪U-18が優勝。8月8日、日本クラブユース 女子サッカー大会（U-18）でセレッソ大阪堺ガールズが初優勝。8月24日にはセレッソ大阪U-15が日本クラブユースサッカー選手権 (U-15)大会で初優勝。
2024年、13歳以下の選抜で結成したセレッソ大阪U-13は、スペイン遠征の第28回アルネドトーナメントでは予選グループを1位で突破、準々決勝でレアルサラゴサU-13、準決勝でアトレティコマドリードU-13に勝利、迎えた決勝戦FCバルセロナU-13戦で2-1で勝利し、優勝した。

### アカデミーの構成
セレッソ大阪のアカデミーは年代別の選抜チームとして、第2種（高校生年代）の「U-18」、第3種（中学生年代）の「U-15」、「西U-15」、「和歌山U-15」、第4種（小学生年代）の「U-12」がある。これらは、次のようなピラミッド構造を形成している。
| チーム     | 登録種別            | 練習拠点                                                     |
| ---------- | ------------------- | ------------------------------------------------------------ |
| U-18       | 第2種（高校生年代） | セレッソ舞洲スポーツパーク(大阪市此花区北港緑地1丁目2番25号) |
| U-15       | 第3種（中学生年代） | セレッソ舞洲スポーツパーク(大阪市此花区北港緑地1丁目2番25号) |
| 西U-15     | 第3種（中学生年代） | ヤンマーフィールド尼崎(尼崎市常光寺町1丁目2番)               |
| 和歌山U-15 | 第3種（中学生年代） | 不定(和歌山県和歌山市を中心とする)                           |
| U-12       | 第4種（小学生年代） | セレッソ舞洲スポーツパーク(大阪市此花区北港緑地1丁目2番25号) |

### ハナサカクラブ
ハナサカクラブは、セレッソ大阪の育成組織をサポートすることを目的に設立した育成サポートクラブ（個人協賛会）で、2007年に発足した。個人や団体などから年度ごとに会費を募り、合宿や遠征、練習試合、食事などの費用補助にする。ハナサカクラブの会費はクラブ運営費とは完全に分けられ、育成組織の活動をサポートするためのみに活用される。

### セレッソ大阪スポーツクラブ
ユースを含めたすべての育成組織のチームは2012年より、セレッソ大阪スポーツクラブが運営している。

### 主な成績

#### U-18
- 高円宮杯U-18サッカーリーグ チャンピオンシップ
  - 優勝1回:2014年
- 高円宮杯U-18サッカーリーグ プレミアリーグWEST
  - 優勝1回:2014年
- 日本クラブユースサッカー選手権 (U-18)大会
  - 優勝2回:1996年、2009年、2022年
  - 準優勝1回:1994年
- Jリーグユース選手権大会
  - 準優勝2回:2008年、2011年
- 高円宮杯U-18サッカーリーグ プリンスリーグ関西
  - 優勝2回:2008年、2010年

#### U-15
- 日本クラブユースサッカー選手権 (U-15)大会
  - 優勝1回:2022年
  - 準優勝2回:2018年、2019年
- 高円宮杯 JFA 全日本U-15サッカー選手権大会
  - 優勝1回:2015年
- 高円宮杯U-15サッカーリーグ関西 サンライズリーグ
  - 優勝1回:2014年

#### 西U-15
- 高円宮杯U-15サッカーリーグ関西 サンライズリーグ
  - 優勝1回:2009年

#### U-12
- JFA 全日本U-12サッカー選手権大会
  - 優勝2回:2014年, 2017年
- ダノンネーションズカップ in JAPAN
  - 準優勝1回:2012年

## BGM

### 選手紹介
| 年度 | 曲名                  | アーティスト名   | DJ       |
| ---- | --------------------- | ---------------- | -------- |
| 2006 | Dark Chest of Wonders | ナイトウィッシュ | 西川大介 |
| 2007 | Dark Chest of Wonders | ナイトウィッシュ | 西川大介 |
| 2008 | Dark Chest of Wonders | ナイトウィッシュ | 西川大介 |

### 選手入場
| 年度 | 曲名                 | アーティスト名       |
| ---- | -------------------- | -------------------- |
| 2008 | saturate             | ケミカル・ブラザーズ |
| 2009 | セレッソ大阪アンセム | 本間勇輔             |

## セレッソ大阪応援ナビゲーター・セレッソガール
- セレッソ大阪応援ナビゲーター

セレッソ大阪の『ホームタウン活動』を中心に、セレッソ大阪の広告塔として活動。
駒川商店街まつりの企画がきっかけで2016年に誕生した。その為、1期生は大阪市東住吉区駒川にある「駒川商店街」で2016年7月10日に開催された「関西コレクション presents KOMAGAWA RUNWAY supported by セレッソ大阪」において選出された関西コレクションエンターテインメント所属のモデルが就任している。
- セレッソガール

『SNS（TikTok）での情報発信』を軸にデジタルの力を活用してセレッソの魅力を発信。
動画配信アプリ「ミクチャ」や「TikTok」を活用したオンラインオーディションを実施。初年度の2021年度は、720名の参加者の中から審査を勝ち上がった5名を新たにセレッソガールに決定。2021年2月27日から「セレッソガールTikTokアカウント」を開設し、セレッソの魅力をTikTokを通じて発信。
| 年度 | 期生  | セレッソ大阪応援ナビゲーター | セレッソ大阪応援ナビゲーター | セレッソ大阪応援ナビゲーター | セレッソ大阪応援ナビゲーター | セレッソガール | セレッソガール | セレッソガール | セレッソガール | セレッソガール | 備考   |
| ---- | ----- | ---------------------------- | ---------------------------- | ---------------------------- | ---------------------------- | -------------- | -------------- | -------------- | -------------- | -------------- | ------ |
| 2016 | 1期生 | 石井里奈                     | 久保葉月                     | 渡邉みさき                   |                              |                |                |                |                |                | [ 94 ] |
| 2017 | 1期生 | 石井里奈                     | 久保葉月                     | 渡邉みさき                   |                              |                |                |                |                |                | [ 95 ] |
| 2018 | 2期生 | 森脇るか                     | Momona                       | 小西陽向                     | 櫻井菜々美                   |                |                |                |                |                | [ 96 ] |
| 2020 | 3期生 | 増田亜美                     | 大西未有                     | 木津紗也加                   | 柳田千晶                     |                |                |                |                |                | [ 97 ] |
| 2021 | -     | 増田亜美                     | 中西梨璃風                   | 橋本佳奈                     |                              | 山口莉子       | 鈴瀬まりあ     | 酒井美穂       | 林康子         |                | [ 98 ] |
| 2022 | -     | 増田亜美                     | 中西梨璃風                   | 上田セナ                     |                              | 北西優花       | 山川明香音     | 香椎康子       | 酒井美穂       | 和有羽         | [ 99 ] |
| 2023 |       |                              |                              |                              |                              |                |                |                |                |                |        |

## セレッソ大阪公認アンバサダー
セレッソ大阪の魅力、サッカーの楽しさや感動をサッカーファンでない人にも伝える活動。
- 第1号:ローランド

## 決算
セレッソ大阪の決算は、つぎのとおり。

### 損益
| 年度 | 収入  | 広告料 | 入場料 | 配分 | その他 | 費用  | 事業費 | 人件費 | 管理費 | 利益 | 純利益 |
| ---- | ----- | ------ | ------ | ---- | ------ | ----- | ------ | ------ | ------ | ---- | ------ |
| 2005 | 2,311 | 1,110  | 392    | 413  | 396    | 2,283 | 1,599  | N.A.   | 684    | 28   | 79     |
| 2006 | 2,108 | 1,161  | 328    | 242  | 377    | 2,318 | 1,697  | 1,150  | 621    | -210 | -199   |
| 2007 | 2,066 | 1,102  | 200    | 109  | 655    | 2,045 | 1,497  | 889    | 548    | 21   | 208    |
| 2008 | 1,940 | 1,293  | 216    | 106  | 325    | 1,999 | 1,448  | 824    | 551    | -59  | -64    |
| 2009 | 2,241 | 1,252  | 278    | 122  | 589    | 2,319 | 1,650  | 1,085  | 669    | -78  | -84    |
| 2010 | 2,554 | 1,282  | 428    | 290  | 554    | 2,528 | 1,938  | 1,301  | 590    | 26   | 3      |

出典:各年度のJ1 クラブ決算一覧。
2005、
2006、
2007、
2008、
2009、
2010
金額の単位:百万円
人件費は事業費に含まれる。
| 年度 | 収益  | 広告料 | 入場料 | 配分 | 育成 | その他 | 費用  | 人件費 | 試合 | トップ | 育成 | 女子 | 販売 | 利益 | 純利益 |
| ---- | ----- | ------ | ------ | ---- | ---- | ------ | ----- | ------ | ---- | ------ | ---- | ---- | ---- | ---- | ------ |
| 2011 | 2,527 | 1,361  | 449    | 223  | 20   | 474    | 2,570 | 1,185  | 348  | 184    | 56   | 7    | 790  | -43  | -54    |
| 2012 | 2,618 | 1,120  | 495    | 228  | 0    | 775    | 2,546 | 969    | 290  | 538    | 0    | 0    | 749  | 72   | 63     |
| 2013 | 3,213 | 1,499  | 954    | 220  | 0    | 540    | 3,201 | 1,212  | 464  | 652    | 0    | 0    | 873  | 8    | 6      |
| 2014 | 3,711 | 1,511  | 856    | 232  | 0    | 1,172  | 3,859 | 1,680  | 341  | 679    | 0    | 0    | 1159 | -88  | -90    |
| 2015 | 2,712 | 1,505  | 464    | 109  | 0    | 634    | 3,195 | 1,523  | 297  | 498    | 0    | 0    | 877  | -483 | 16     |

出典:各年度のJ1 クラブ決算一覧。
2011、
2012、
2013、
2014、
2015
金額の単位:百万円
| 年度 | 収益  | 広告料 | 入場料 | 配分 | 育成 | 物販 | その他 | 費用  | 人件費 | 試合 | トップ | 育成 | 女子 | 物販 | 販売 | 利益 | 純利益 |
| ---- | ----- | ------ | ------ | ---- | ---- | ---- | ------ | ----- | ------ | ---- | ------ | ---- | ---- | ---- | ---- | ---- | ------ |
| 2016 | 3,008 | 1,738  | 510    | 102  | 0    | 239  | 419    | 2,983 | 1,494  | 324  | 345    | 0    | 0    | 189  | 631  | 25   | 8      |

出典:各年度のJ1 クラブ決算一覧。
2016
金額の単位:百万円

### 資産
| 年度 | 総資産 | 総負債 | 純資産 | 資本金 |
| ---- | ------ | ------ | ------ | ------ |
| 2005 | 452    | 144    | 307    | 315    |
| 2006 | 314    | 206    | 108    | 315    |
| 2007 | 486    | 170    | 316    | 315    |
| 2008 | 543    | 291    | 251    | 315    |
| 2009 | 622    | 455    | 167    | 315    |
| 2010 | 724    | 554    | 169    | 315    |
| 2011 | 694    | 579    | 115    | 315    |
| 2012 | 722    | 543    | 179    | 315    |
| 2013 | 784    | 599    | 185    | 315    |
| 2014 | 811    | 716    | 95     | 315    |
| 2015 | 813    | 703    | 110    | 315    |
| 2016 | 1,300  | 1,181  | 119    | 315    |

出典:各年度のJ1 クラブ決算一覧。
2005、
2006、
2007、
2008、
2009、
2010、
2011、
2012、
2013、
2014、
2015、
2016
金額の単位:百万円